# 甲子園駅
甲子園駅（こうしえんえき）は、兵庫県西宮市甲子園七番町にある、阪神電気鉄道本線の駅。駅番号はHS 14。

## 概要
春の選抜高等学校野球大会や夏の全国高等学校野球選手権大会の本会場かつプロ野球・阪神タイガース（阪神電鉄傘下）の本拠地である阪神甲子園球場の最寄り駅である。そのため、当駅に到着する前には「球場前」と案内される。
かつては本線のほかに、ホームの真下を貫く甲子園筋（県道340号）沿いに甲子園線も発着していた。
直通特急の一部を除いた全営業列車が停車する。直通特急は区間特急と同時間帯に運転される平日朝7 - 8時台の上り7本のみ通過するが、それ以外は全列車が停車する（下りは終日全列車が停車）。かつては直通特急・特急の大半は通過していたため臨時停車も実施されていたが、現行ダイヤではほぼ全ての列車が停車しているため、輸送障害などでダイヤが乱れた時を除いて臨時停車は実施されていない。阪神甲子園球場でのイベント開催日には、時間帯によって当駅 - 大阪梅田駅間で臨時特急が、当駅 - 神戸三宮駅間で臨時急行が、それぞれ増発されることもある。
大阪梅田駅発着の土曜・休日夜間（深夜除く）の急行と平日朝のみ運転される区間急行（早朝の青木発大阪梅田行き2本を除く）は、当駅終着・当駅始発となる。かつては上り列車のみであるが、阪神の駅で時刻表に全ての列車種別が表示されている唯一の駅でもあった。なお、2009年の阪神なんば線延伸開業によるダイヤ改正で一旦はそれが消滅したが、2016年3月19日のダイヤ改正で区間特急が尼崎駅にも停車することになったため、現在では尼崎駅がそれに該当している。
第1回近畿の駅百選に選定されている。

## 歴史
- 1924年（大正13年）8月1日：臨時駅として開業[2]。
- 1925年（大正14年）7月：枝川橋梁が架設[3]。
- 1926年（大正15年）
  - 7月1日：甲子園線（軌道線）が当駅 - 浜甲子園間で開業[2]。
  - 7月16日：本線の駅が通年営業となる[2]。
- 1928年（昭和3年）6月25日：甲子園線の上甲子園 - 当駅間が延伸開業[2]。
- 1949年（昭和24年）4月24日：野球観戦の乗客による将棋倒しが発生、死者1名、重傷者11名を出す事故となる[4]。
- 1965年（昭和40年）：西改札口設置[2]。
- 1975年（昭和50年）5月6日：甲子園線廃止[2]。
- 1990年（平成2年）9月1日：接近・発車メロディを導入[5]。
- 1995年（平成7年）
  - 1月17日：阪神・淡路大震災発生により阪神本線は運休。梅田駅 - 当駅間は翌日運転再開[6]。
  - 1月26日：当駅 - 青木駅間運転再開（同年6月26日に本線は全線復旧）[6]。
- 2009年（平成21年）3月20日：ダイヤ改正により直通特急と特急がほぼ終日停車（直通特急は大阪梅田行きの平日朝7本のみ甲子園通過）するようになる。
- 2011年（平成23年）11月：駅改修着工[2]。
- 2014年（平成26年）4月1日：駅番号導入[7][8]。
- 2015年（平成27年）
  - 2月21日：1・2番線のホームを拡張。
  - 3月14日：3・4番線のホームを拡張。
  - 3月21日：下り降車専用新ホームが使用を開始（合わせて西改札口側エレベーターも使用を開始）。
  - 8月1日：東改札口駅舎完成（工事完了は7月24日[9]）。東口定期券売り場に「西宮市 こうしえん観光案内所」オープン[10]。
- 2017年（平成29年）
  - 3月18日：上りの鳴尾駅側線路高架化に伴い1・2番線のホーム形状変更。一部の仮設部分を除き改修完了。
  - 8月上旬：ホーム改修完了。1・2番線の乗車位置を20m東側に移動。
- 2018年（平成30年）3月31日：観光案内所が営業終了[11]。
- 2024年（令和6年）9月：「阪神甲子園球場・枝川橋梁」として土木学会選奨土木遺産に認定[12][3]。
- 2025年（令和7年）
  - 2月1日 : 1番のりばの可動式ホーム柵を供用開始[13]。
  - 3月8日：4番のりばの可動式ホーム柵を供用開始。

## 駅構造

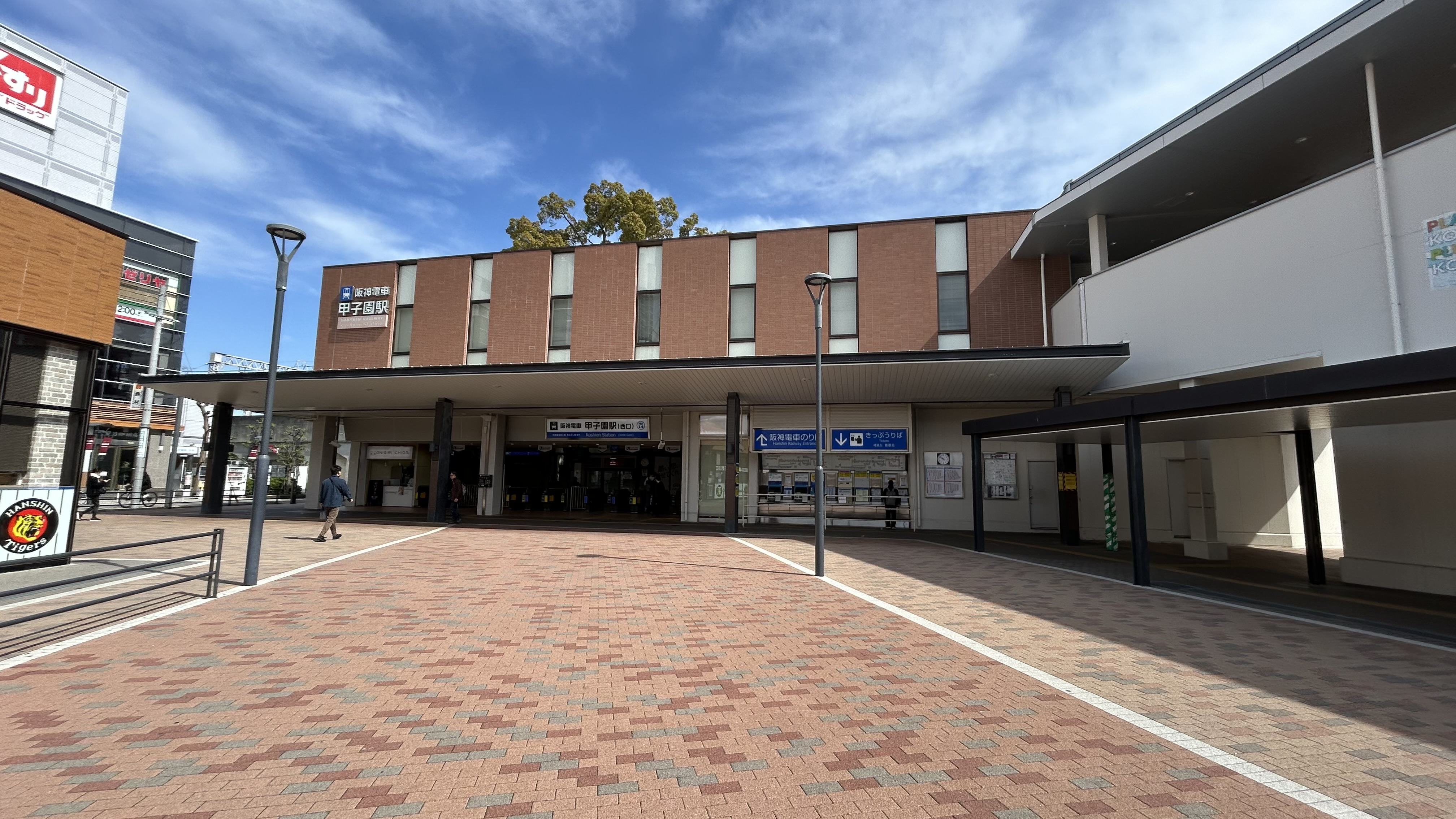
西口
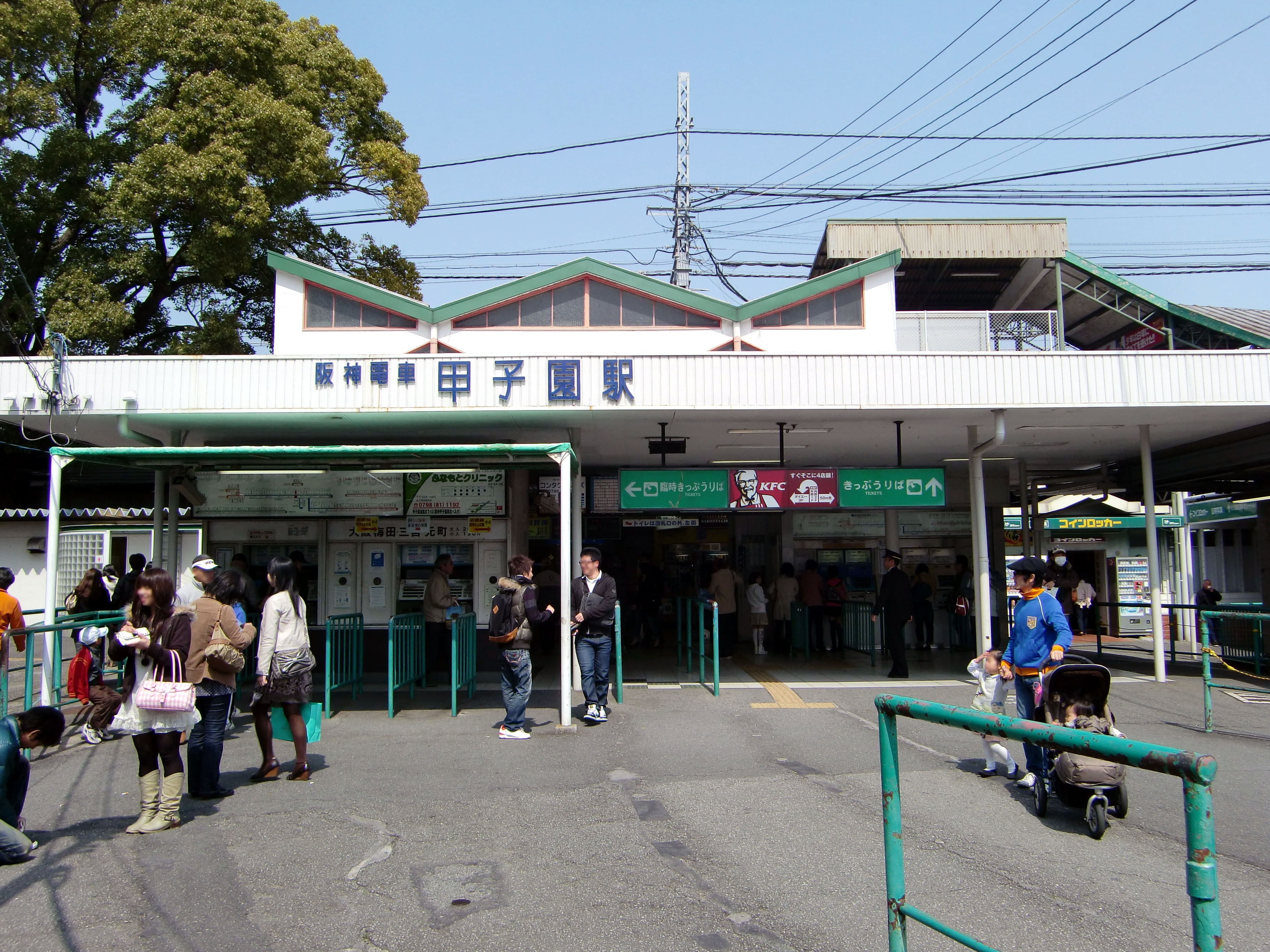
解体前の西改札口
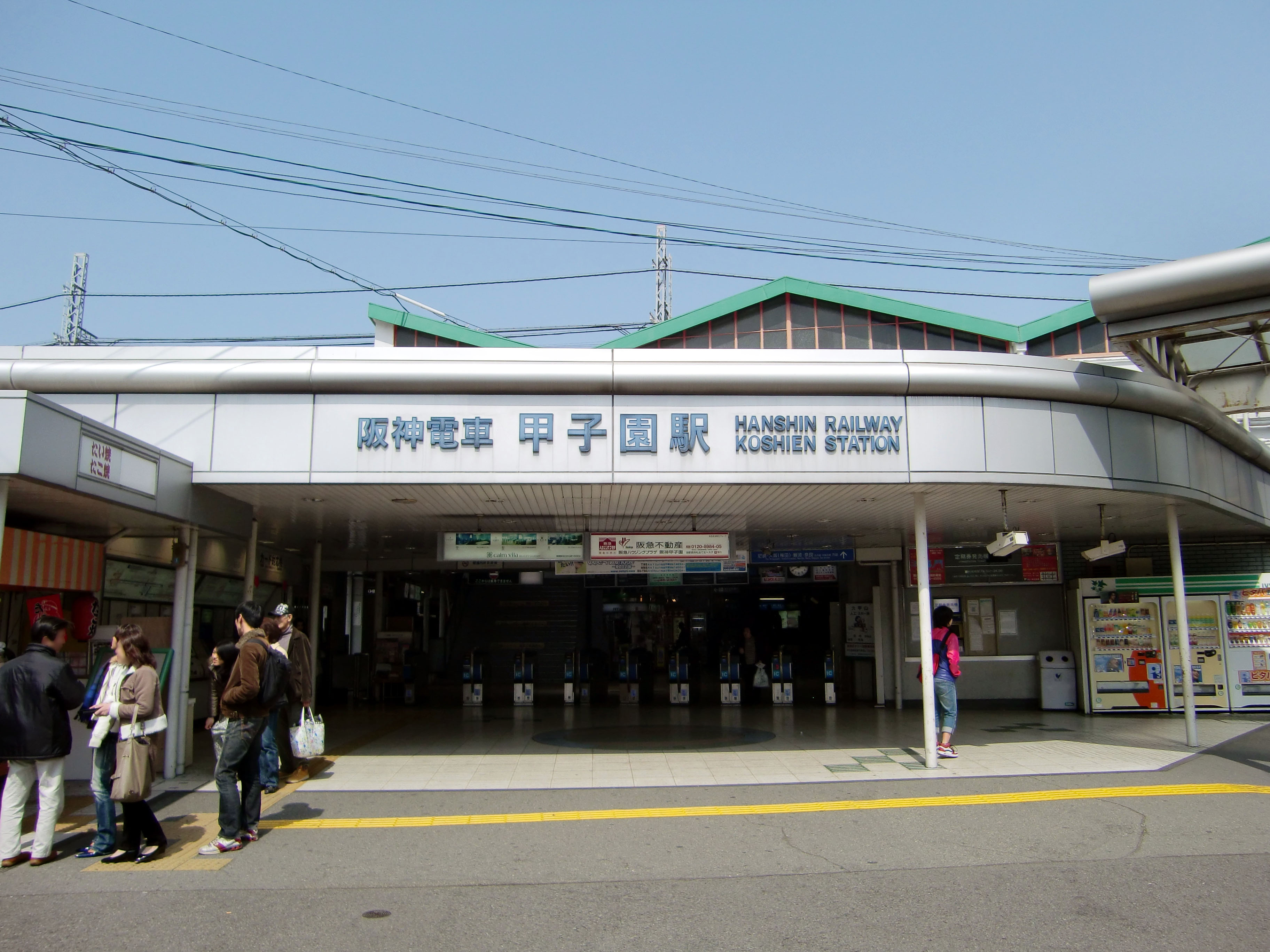
解体前の東改札口

島式・相対式ホームの3面4線による待避可能駅。武庫川の派川で廃川となった枝川を渡る枝川橋梁に設置された高架駅である。
上り・下りとも主本線と待避線に挟まれた島式ホームに加えて、下りのみ4番線の南側に降車専用ホームが設けられている。ホーム中央部を覆うように、白球をイメージした大屋根があるのが特徴的である。
阪神甲子園球場でのイベント開催当日は、大阪梅田方面からの当駅終着の臨時列車は4番線に入線させ、左右両側のドアを開けたまま暫く停車させることがある。その場合、直後に3番線に到着する列車の乗客に対しては、混雑緩和のため臨時列車の車内を通り抜けて降車専用ホームへ出るよう誘導している。

2024年6月から開始したQRコード乗車券サービスに備え、2023年12月に改札機がQRコード読み取り部を備えた新型に更新された。

### のりば
| 番線 | 路線  | 方向 | 行先                   |
| ---- | ----- | ---- | ---------------------- |
| 1・2 | ■本線 | 上り | 大阪梅田・大阪難波方面 |
| 3・4 | ■本線 | 下り | 神戸三宮・姫路方面     |
|      | ■本線 | 下り | 4番線降車用ホーム      |

1975年5月5日の国道線廃止までは、東口改札横の甲子園筋側道に2面2線（構内踏切あり）の甲子園線ホームがあった。甲子園線のホームの駅名標の下部には、両隣の停留所ではなく同線の両方向の方面を表す「かみこうしえん（上甲子園）⇔はまこうしえん（浜甲子園）」の表示があった。また、2014年秋までは、1・2番線の北側に1番線降車用ホームも存在した。
ホーム有効長は、阪神なんば線開業に合わせて神戸側を数m延長して約130mとなったため、従来からの19m級の阪神車両・山陽車両6両編成に加え、21m級の近鉄車両6両編成も停車可能となった。後の駅改良工事で2・3番線のみ神戸側を更に延長して全長170m程度（阪神・近鉄8両編成対応）となった。当初この2・3番線の延伸部分は当面使用される見込みがなかったため、駅改良工事ではホームのみの準備工事としていたが、2020年3月14日ダイヤ改正より土曜・休日の快速急行で8両編成による運行が開始されることとなったため、後にこの延伸部分には転落防止用の壁と柱（スポットライトつき）、さらに2番線側にはホーム確認用モニターを設置する工事が行われた。
元々は内側2線（2番線と3番線）が主本線、外側2線（1番線と4番線）が待避線であったが、駅改良工事の際に1番線の北側に広告付きのフェンスを設置したため、駅改良工事完了後の現在では1番線と3番線が主本線、2番線と4番線が待避線に変更された。そのため、分岐器の角度が大きい2番線は入線時35km/hの速度制限を受けている。また1・4番線には可動式ホーム柵が設置され近鉄車両では扉とホーム柵の位置が合わなくなり、快速急行は終日（6両編成も含めて）全列車が2番線・3番線に着発するようになったことから、特に平日朝ラッシュ時の1・2番線ホームは混雑が激しくなった。このほか、阪神甲子園球場でのイベント開催日では、下りに関しては混雑状況に応じて快速急行以外は4番線に着発させることがある。
野球開催日など阪神甲子園球場でのイベント当日は、駅構内が一時的に混雑する。特にイベント終了直後でホームに乗客が溢れて危険と判断された時は、駅構内への入場が一時的に制限（改札制限）されることがある。
駅舎（改札口）は、駅の直下で交差する甲子園筋を挟んで東口と西口があり、駅長室は西口に設けられている（長らく東口にあったが駅改良工事により西口に移転）。東口の券売機横の元駅長室だったスペースは定期券売り場に改装された（工事期間中は暫定的に降車専用ホーム西側階段下のスペースで営業）が、定期券売り場は2024年7月に廃止された。

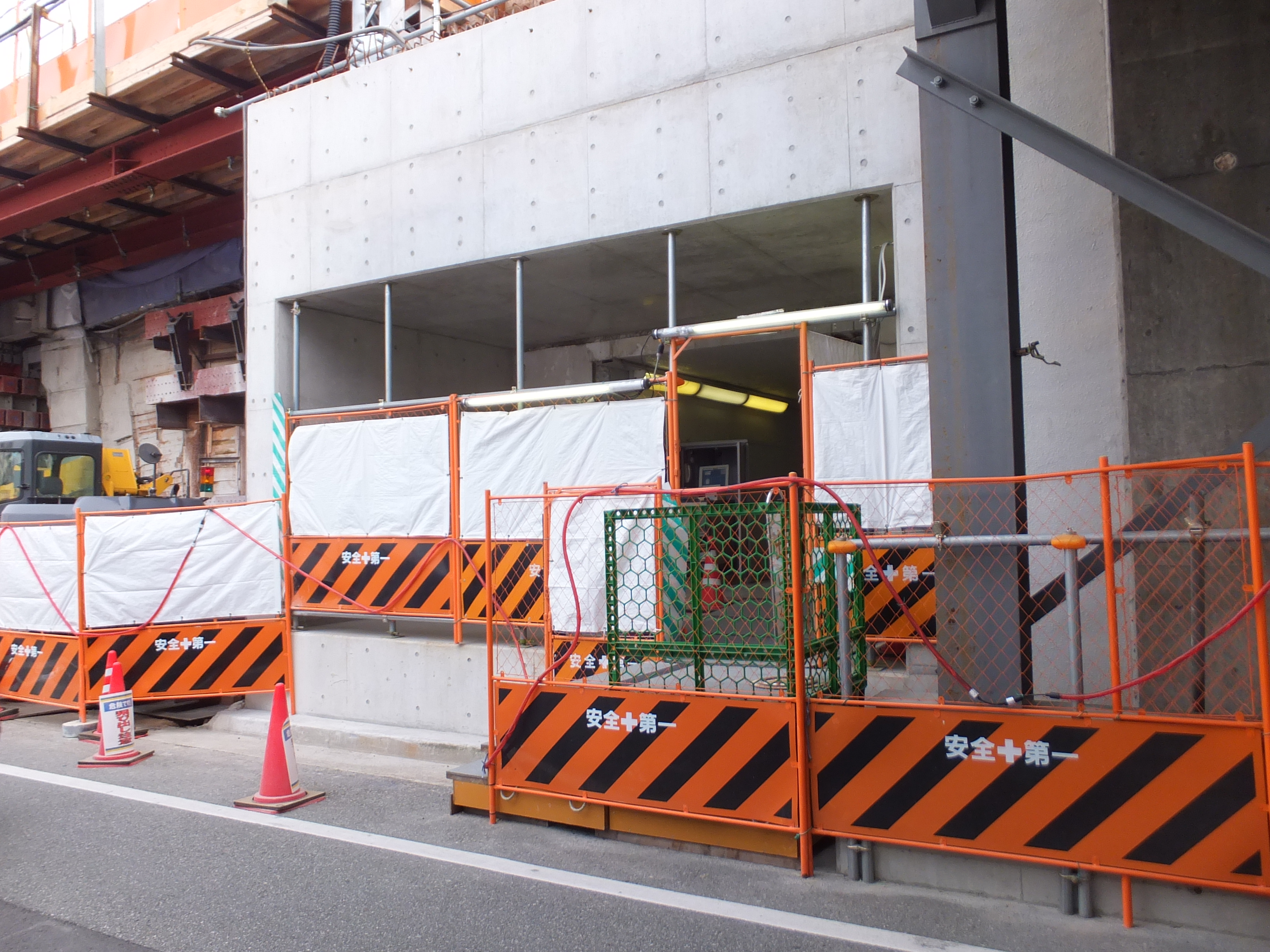
西口北側にあった臨時出口付近

元々西口は通路が東口より狭かったため、阪神甲子園球場でのイベントが終了した直後には押し寄せる多数の乗車客によって降車客が改札口へ進めないことがあった。西口にはこのような場合に備えて、駅の北側へ出られる臨時出口が存在した。この臨時出口は通常時は完全に閉鎖されており、また使用される機会が少ないため自動改札機は設置されておらず、有人で乗客一人ずつ機械で出場処理をして対応していた。一方、東口でも、2台の自動改札機が設置されている甲子園筋に面した西側の小改札口を出場専用として乗車客とは柵で交わらないようにし、降車ホームからの降車客を誘導していた。
イベント開催当日は一時的ながらホームのみならず駅構内が多くの乗降客で混雑するため、駅改良工事が完了した現在も駅構内には待合室は設けられていない。また、ベンチも混雑したホームでは通行の妨げとなるため、駅改良工事完了後は移動の邪魔にならないよう階段横やホーム端などに少し設けられているのみとなっている。
2025年2月から3月にかけて、1番線ホームと4番線ホームに可動式ホーム柵（神戸三宮駅、尼崎駅に設置されている大開口型）が設置された。可動式ホーム柵は、2025年2月より1番線ホームで供用開始した。のち、4番線降車ホームにも設置され、今後は2番線・3番線の各ホームにも2026年完了予定でホーム柵を設置する。

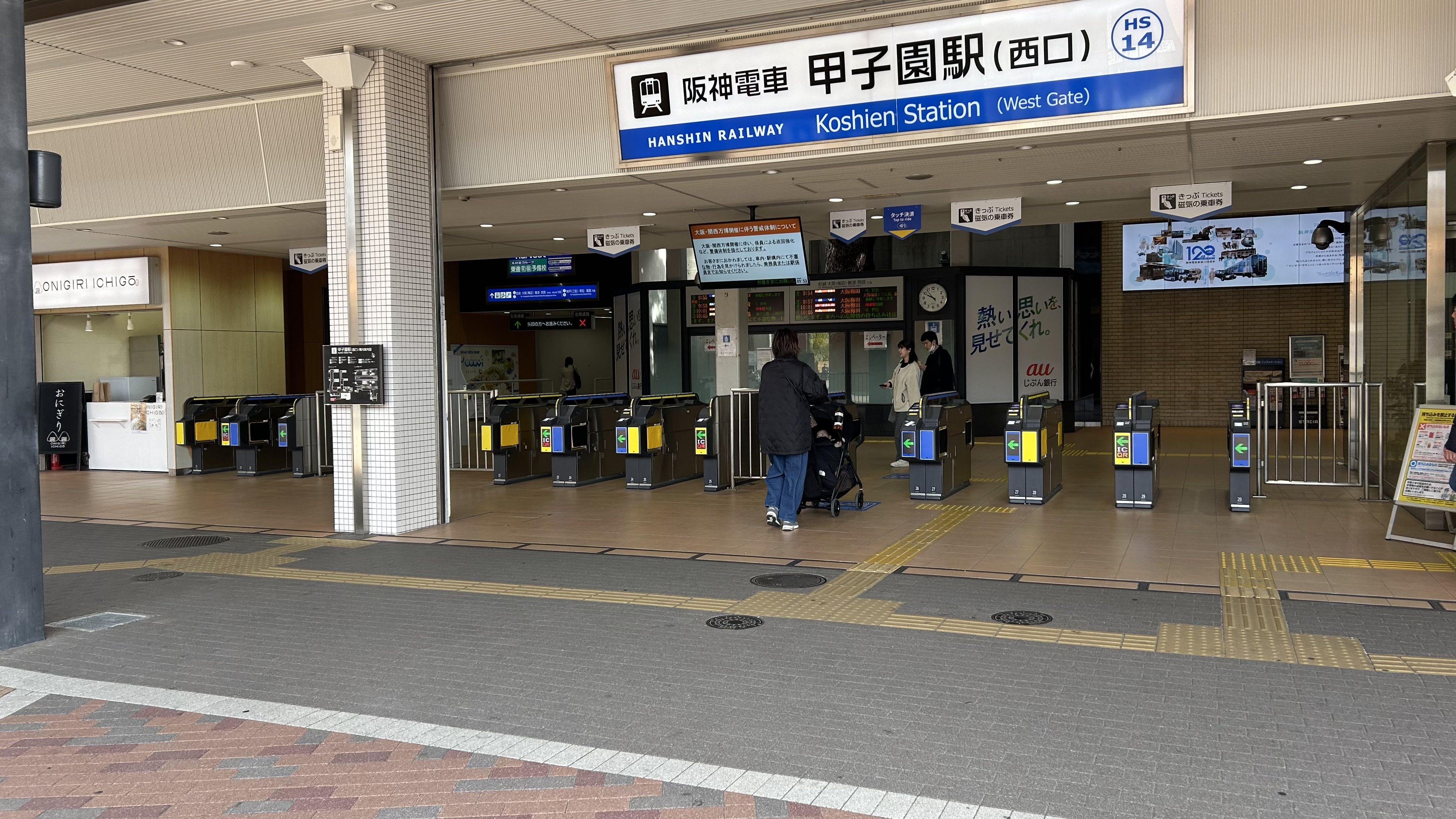
西改札口
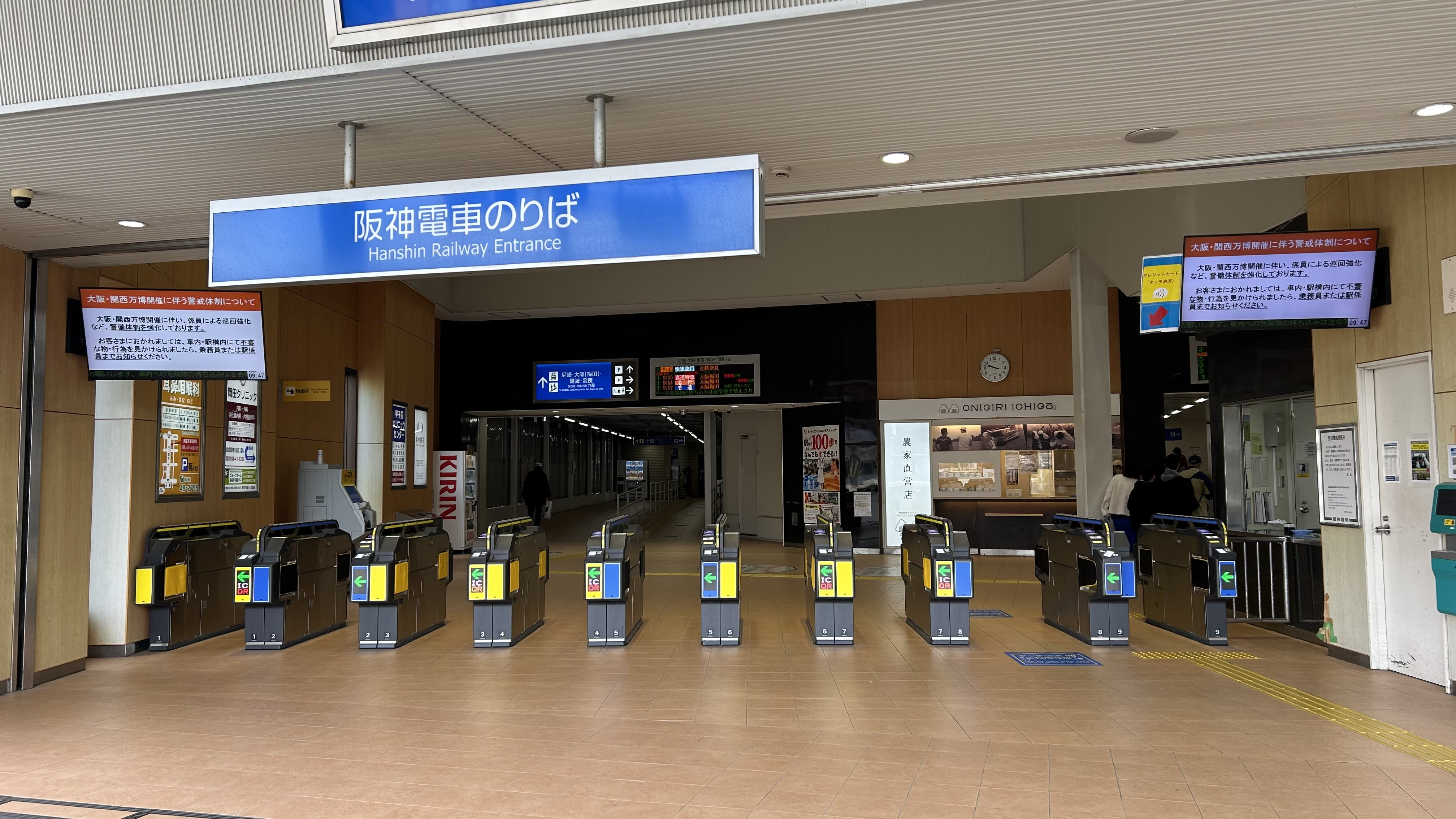
東改札口
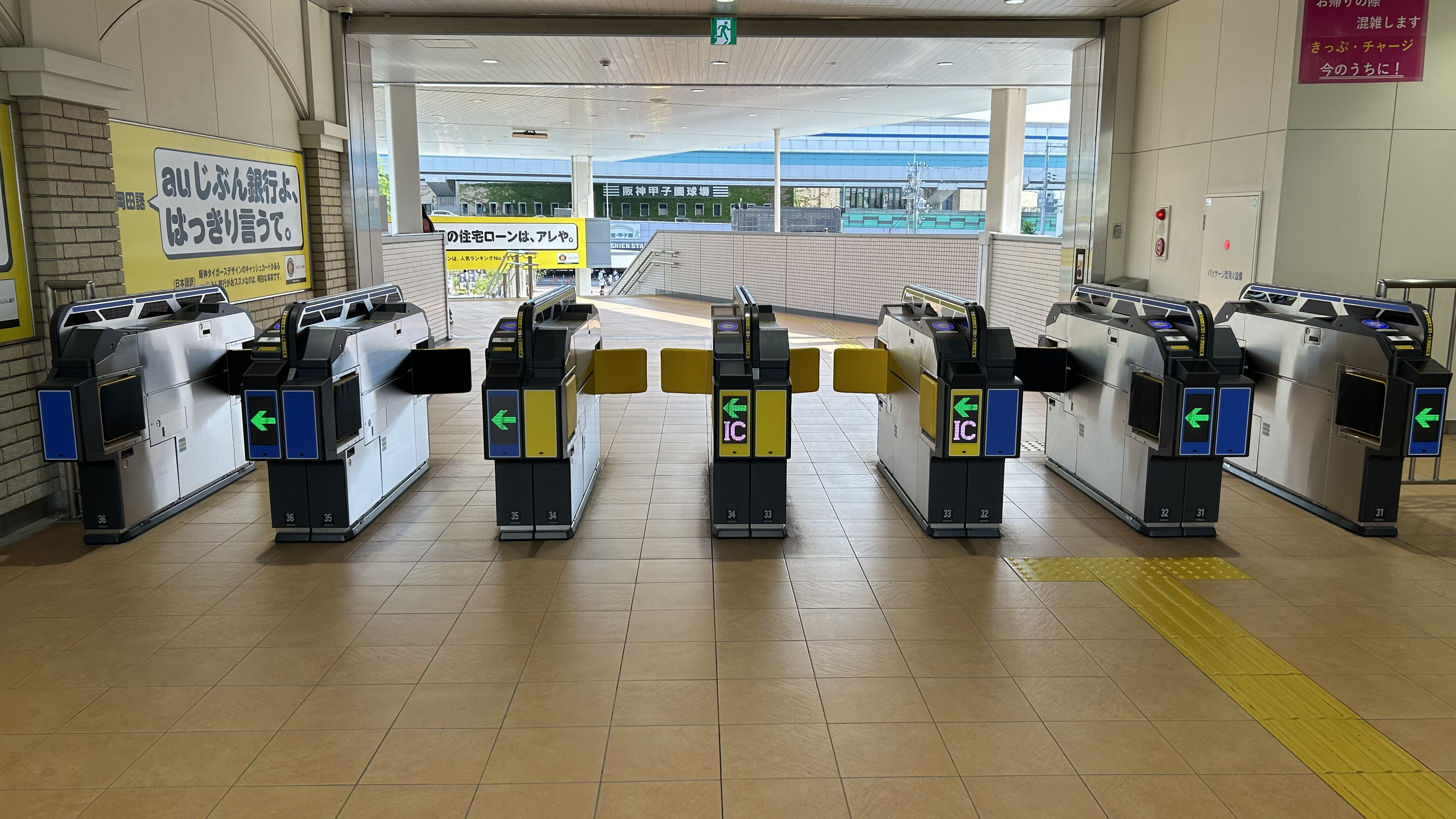
臨時改札口
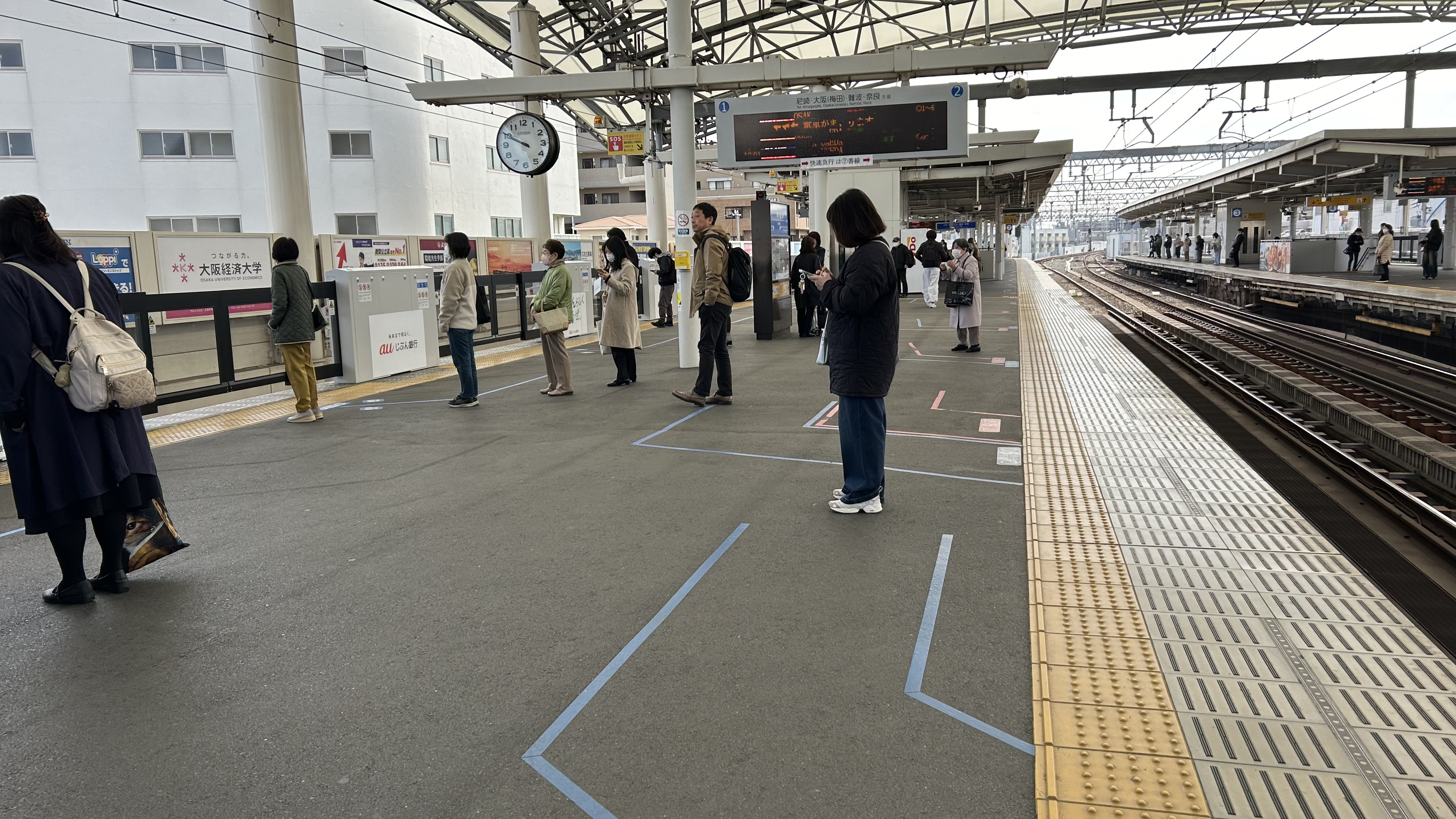
1・2番線ホーム
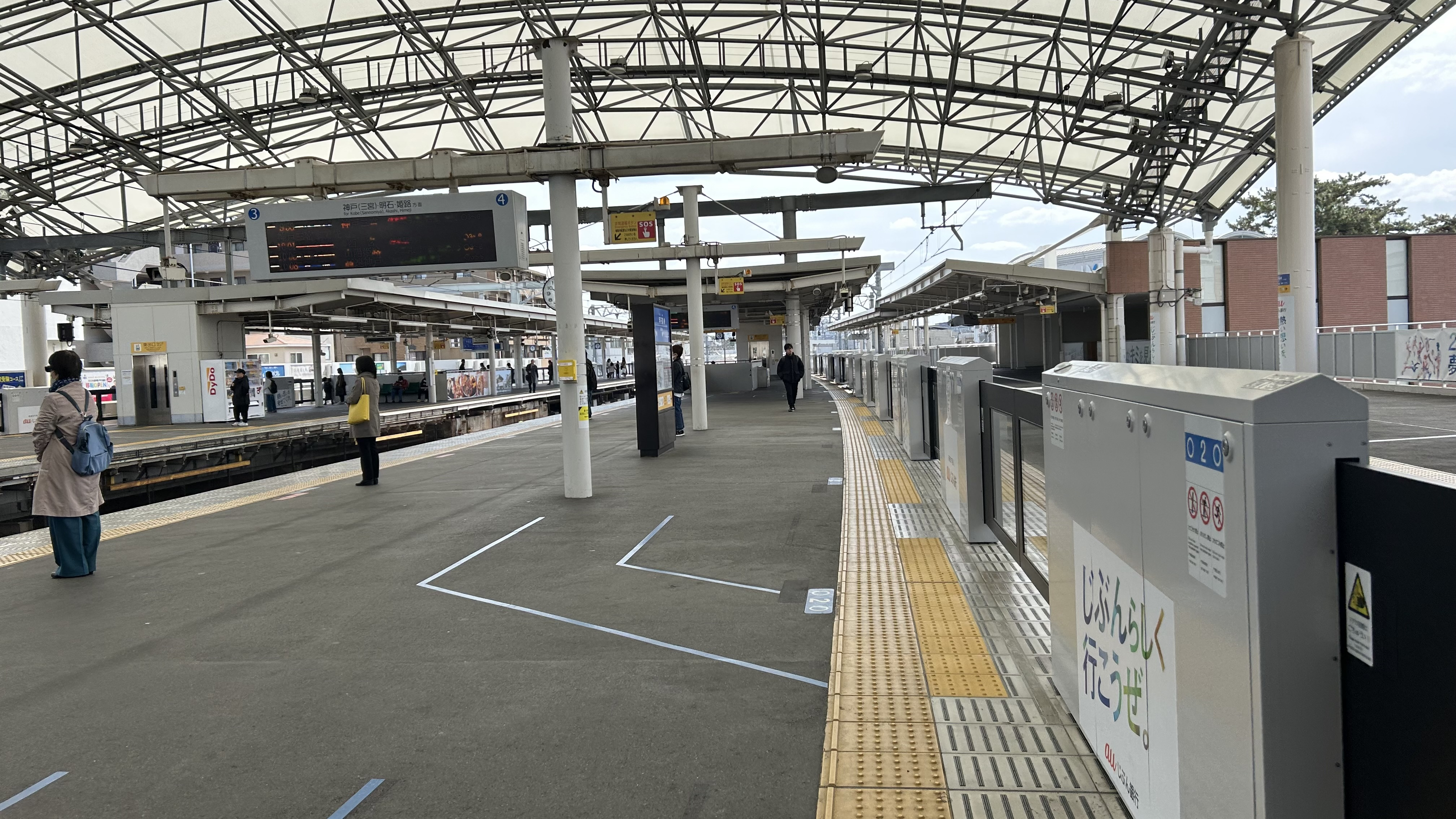
3・4番線ホーム
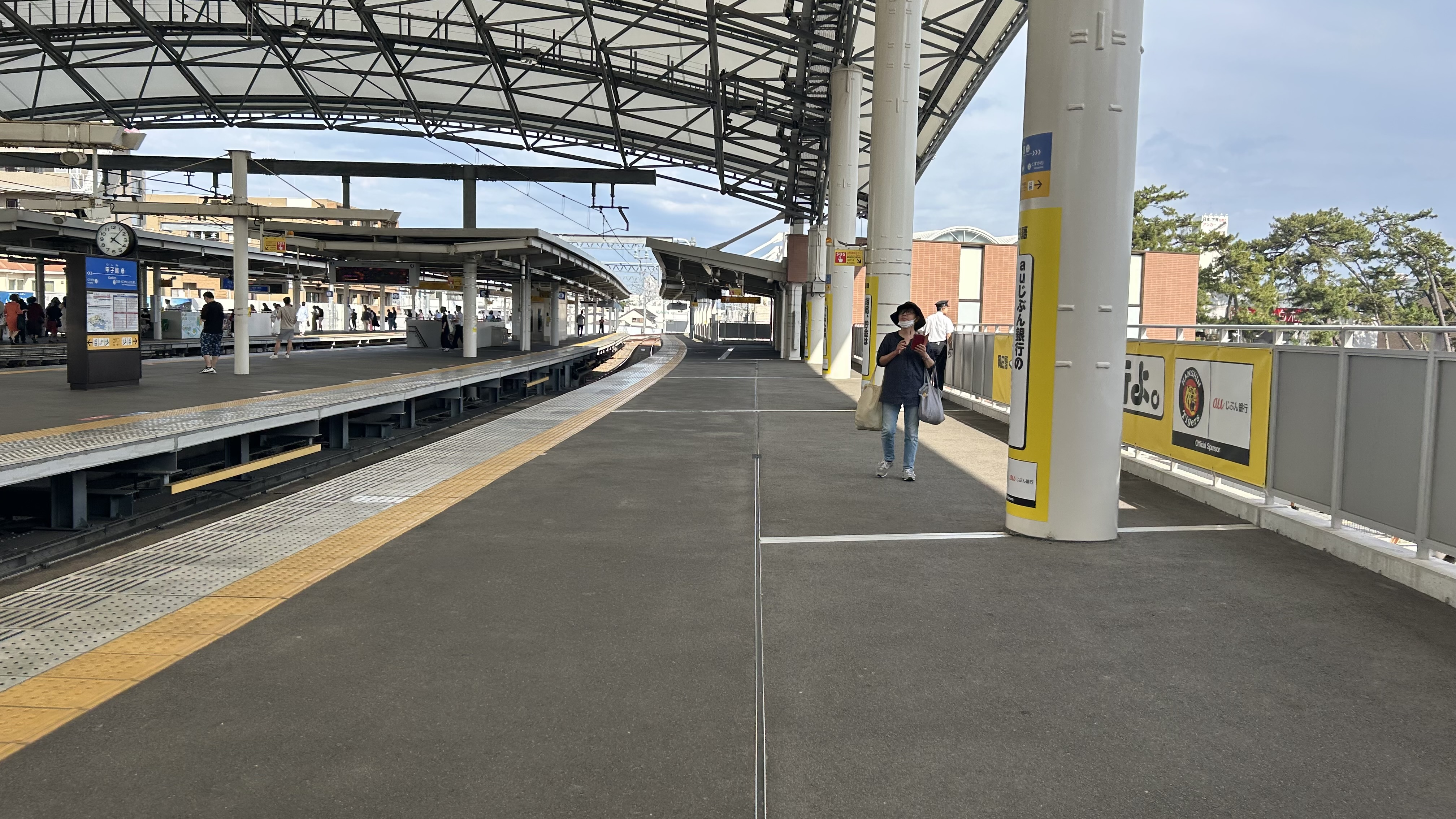
4番線降車ホーム
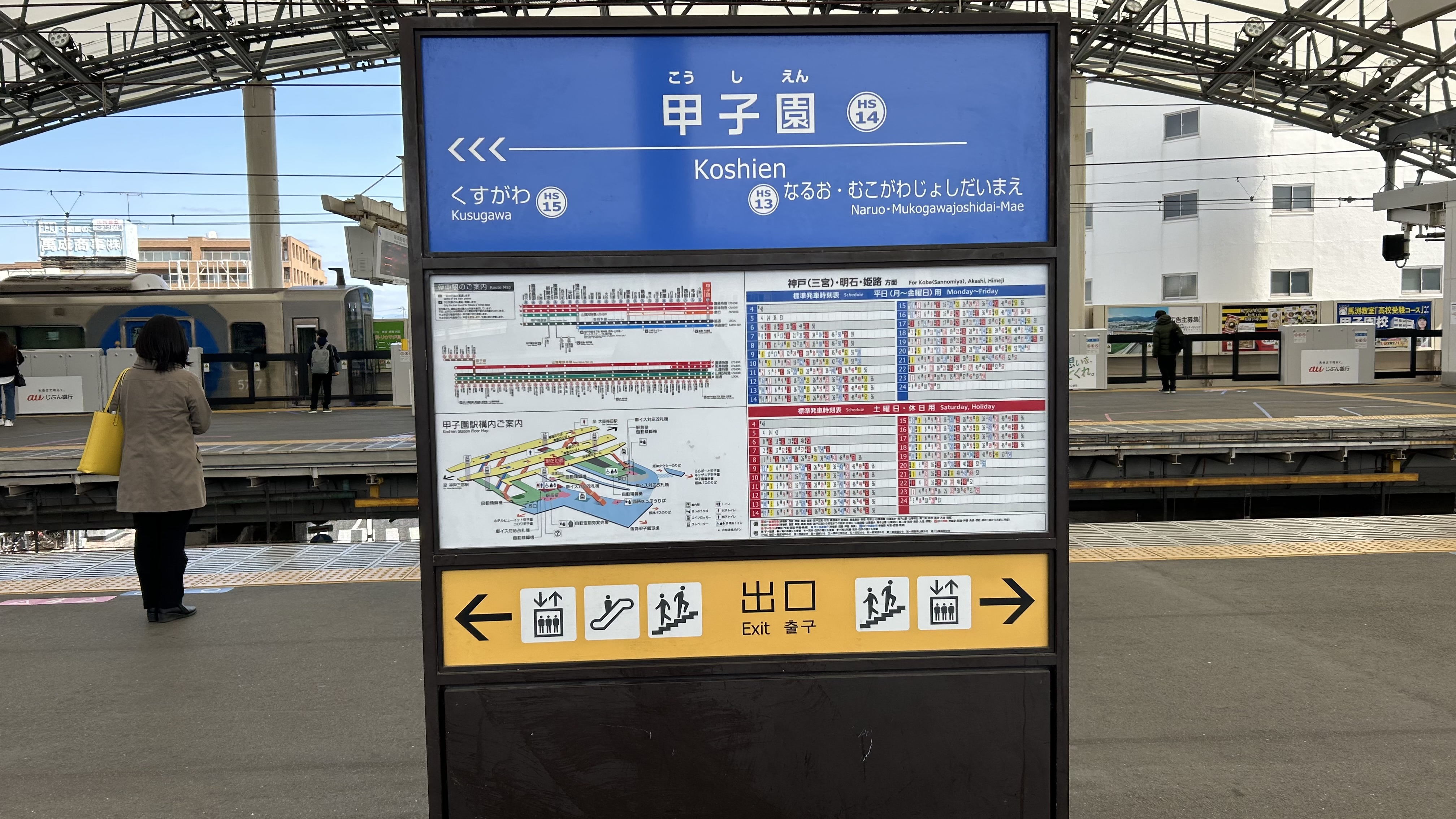
駅名標

### トイレ
トイレは西・東改札内にある。

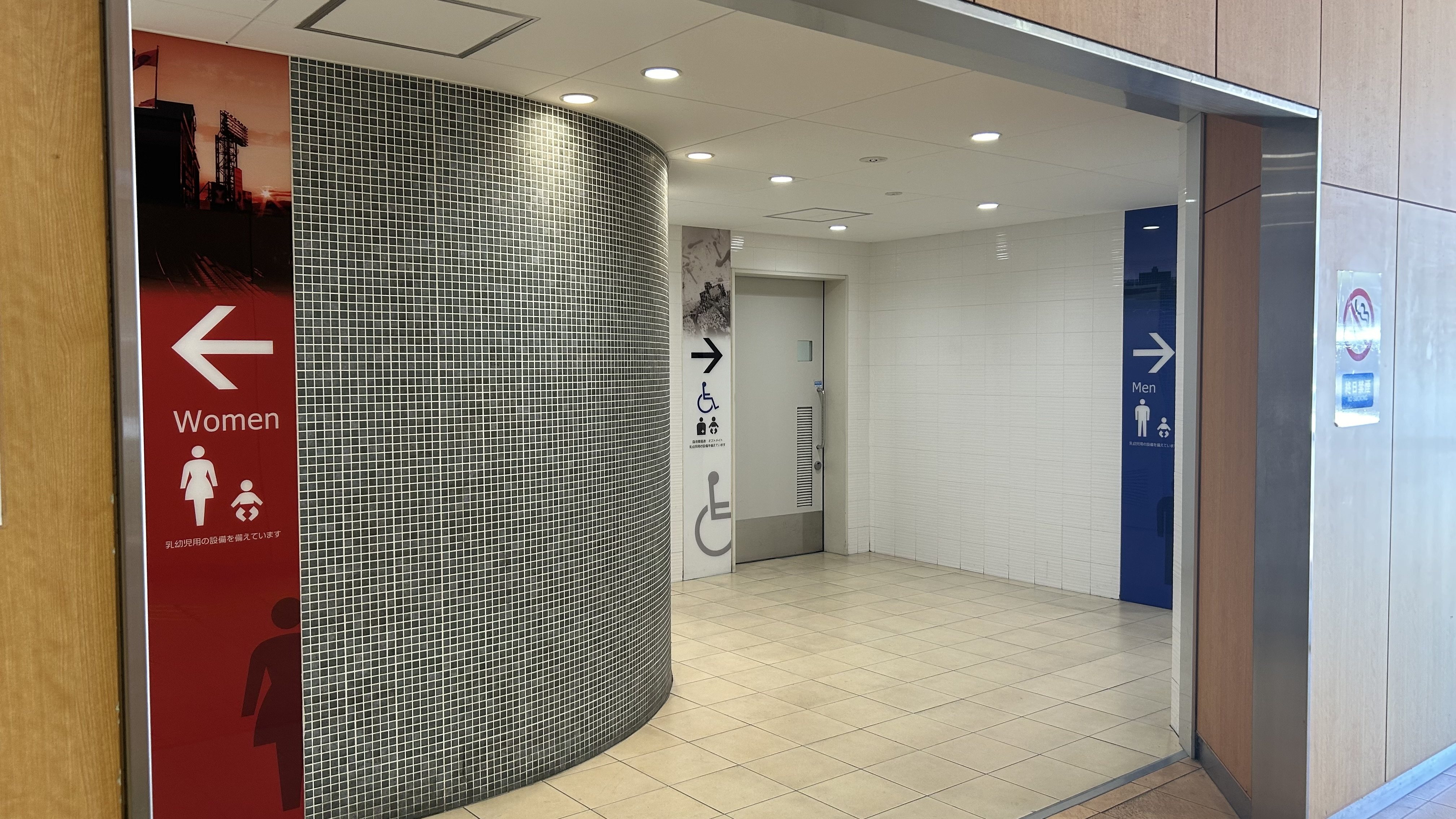
西改札内トイレ
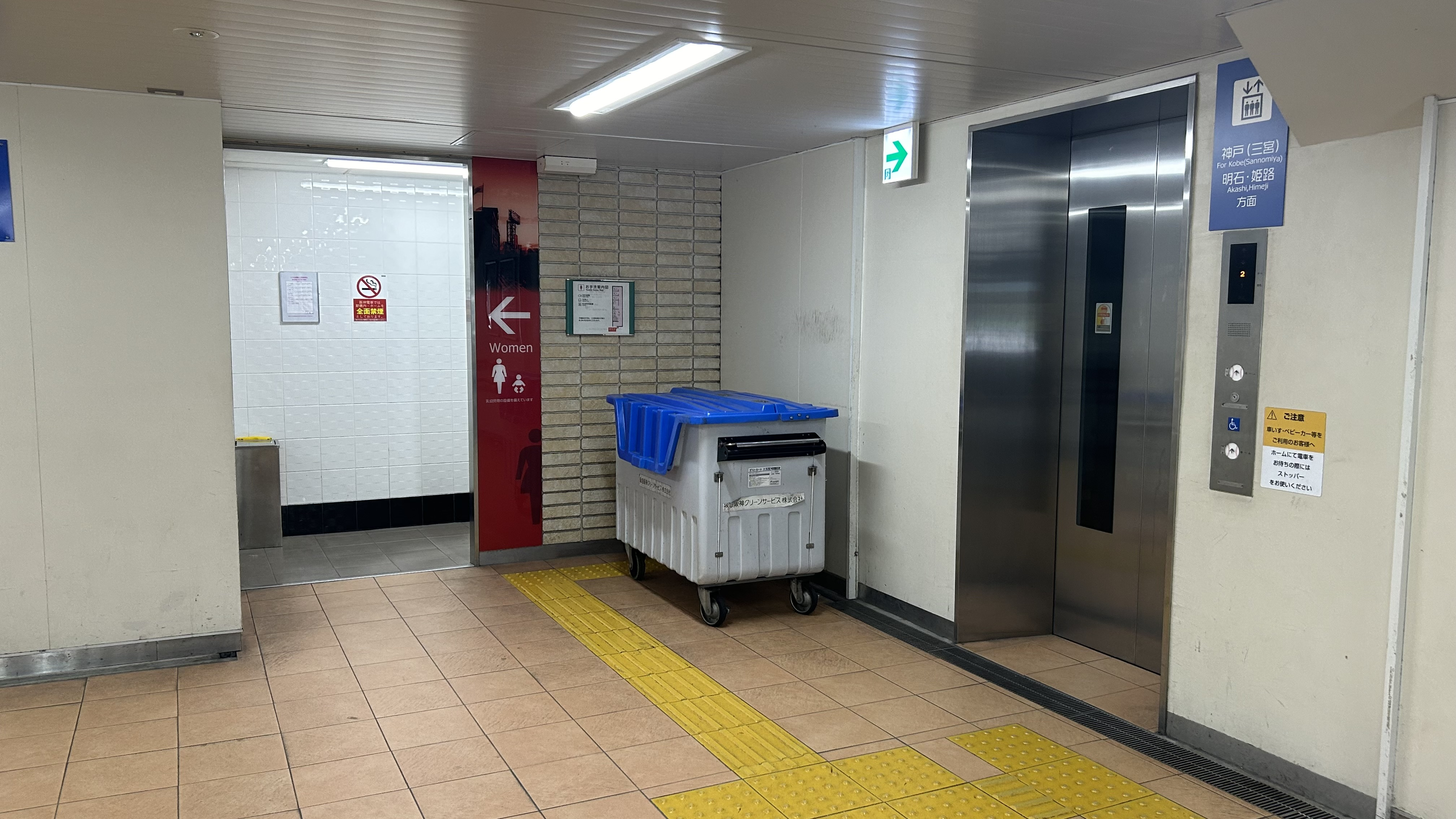
東改札内トイレ
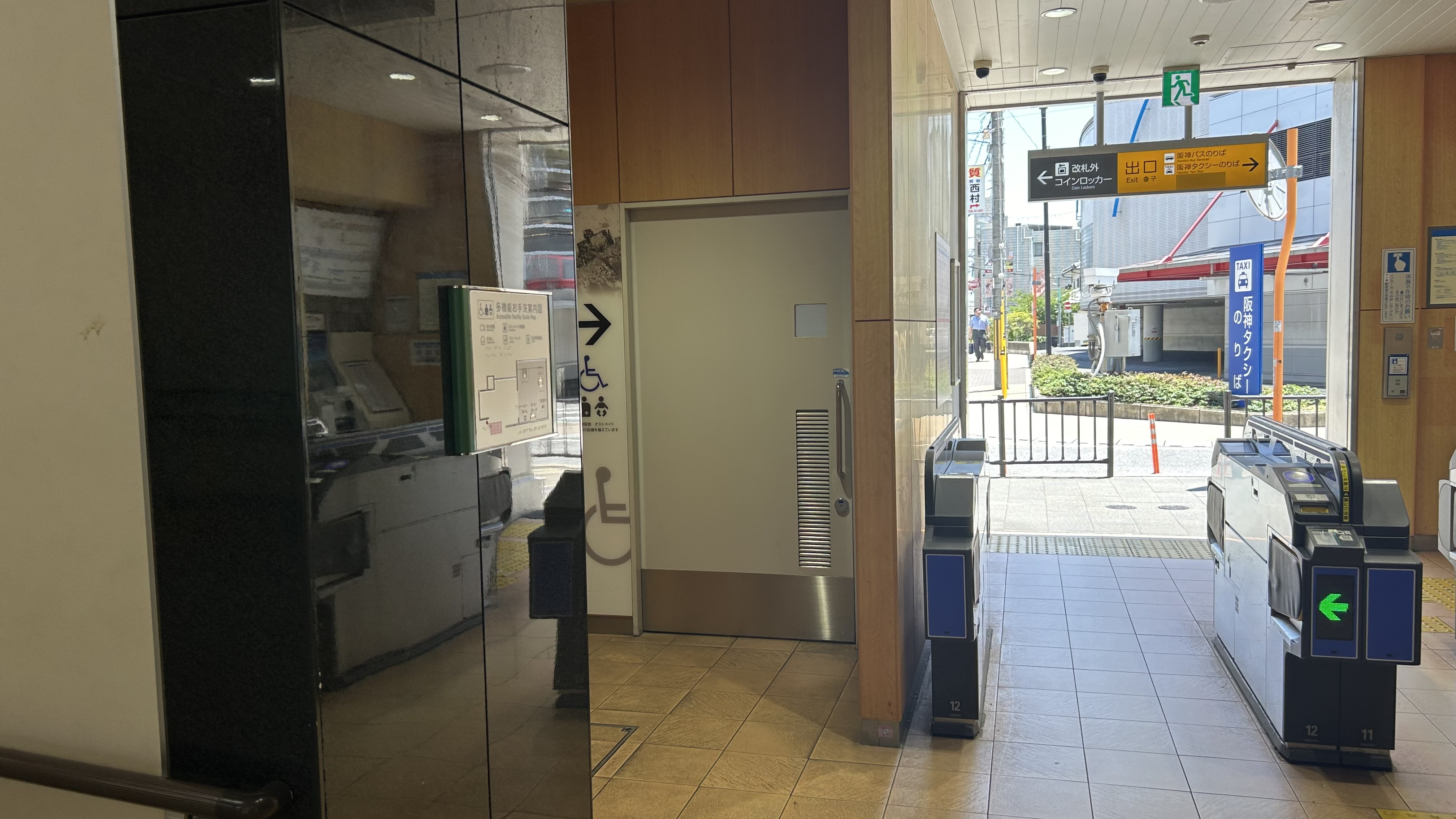
東改札内トイレ（多機能トイレ）

### 乗車目標標記
当駅は、駅改良工事が完了するまでは、ホームの狭さと阪神甲子園球場の観客輸送という特殊な事情のため、乗車位置を示す表示や標記に関しては他の駅とは異なる経緯があった。
阪神・淡路大震災前までは、他の駅と同様、対面するホーム下に乗車目標を示したプレートが貼り付けられていた。しかし、狭いホームで特定の位置に乗客が集中すると危険なため、という理由で震災後しばらくして、そのプレートは撤去された。
その後、区間特急に女性専用車両を設定したのに合わせて、区間特急が着発する上りホームの1番線側には誤乗防止のため女性専用車両の乗車位置の足元にのみ、女性専用車両であることを示す乗車目標シールが貼付された。後に2番線にも区間特急が着発するようになったため2番線側にも同様のシールが貼付されたが、後述する駅改良工事に伴い区間特急は全て1番線に着発することとなったため、乗車目標を移動させた際に2番線側のものは撤去された。
ただ、当時は阪神の全45駅中唯一乗車目標がなく、利用客からも「球場の観戦客重視で日常の利用客を軽視している」といった批判も含めて乗車目標の設置を求める声が相次いでいたことを受けて、2010年3月17日から、1 - 4番線の乗車位置に他の駅と同様のシールが貼付され、ほぼ15年ぶりに当駅における乗車目標が復活した。
なお、かつて当駅で使用されていた反転フラップ式発車案内板では、特に停車駅の多い下り直通特急や上り快速急行ではスペースに余裕がなく乗車目標まで記載できなかったため全ての列車で乗車目標は省略されており、代わりに乗車目標の設置と併せて駅構内の発車時刻表に乗車目標の表示を追加して対応した。またこれと同時に、駅で配布しているポケット時刻表にも同様の表記を追加して対応した。その後は後述の通り、乗車位置も表記した新型のフルカラーLED式の発車案内板に置き換えたことで、2012年3月20日のダイヤ改正後はポケット時刻表も含めて発車時刻表には記号の付記はしなくなった。

### 降車専用ホーム

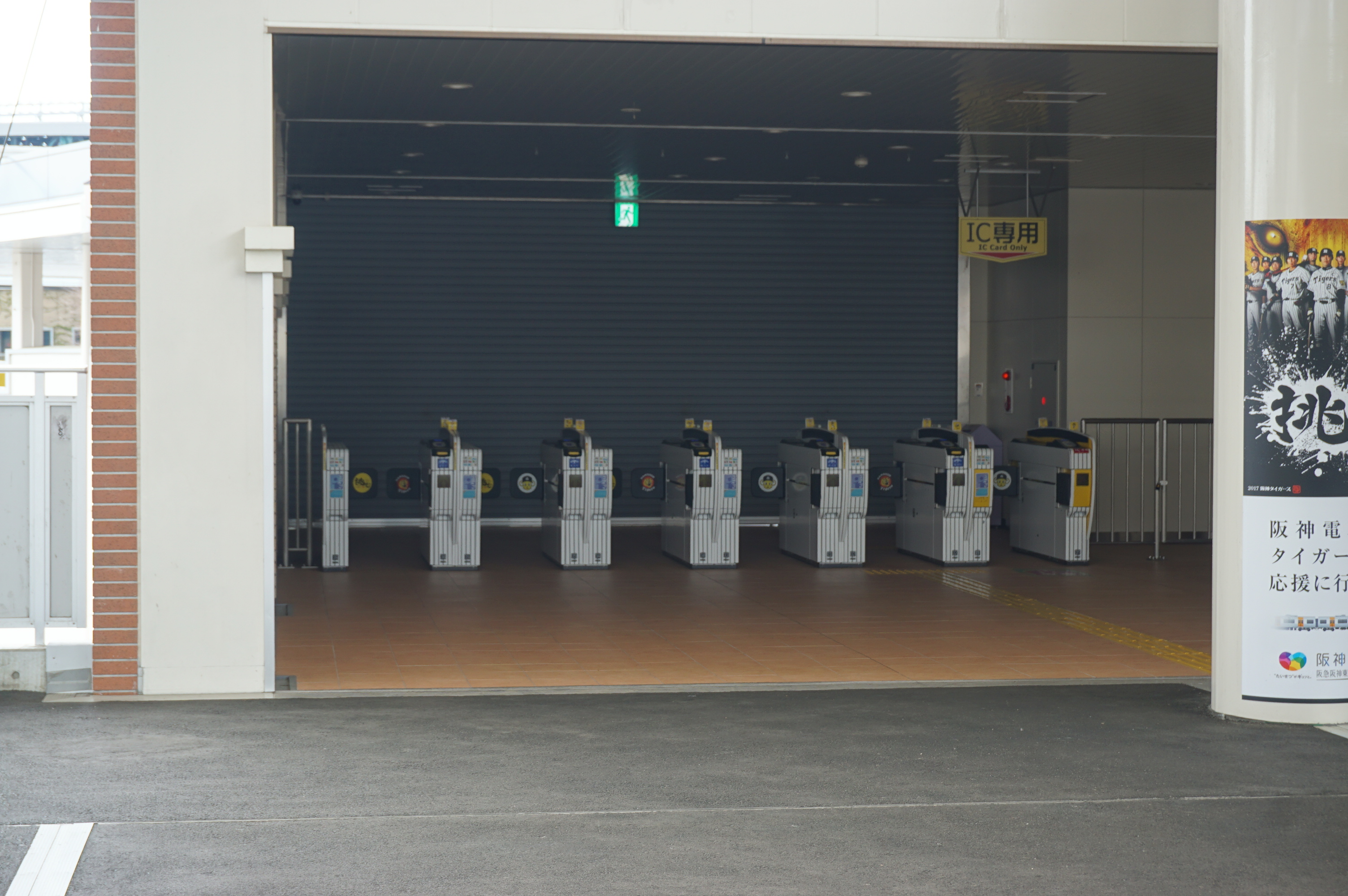
臨時出口のタイガースユニフォーム仕様の自動改札機
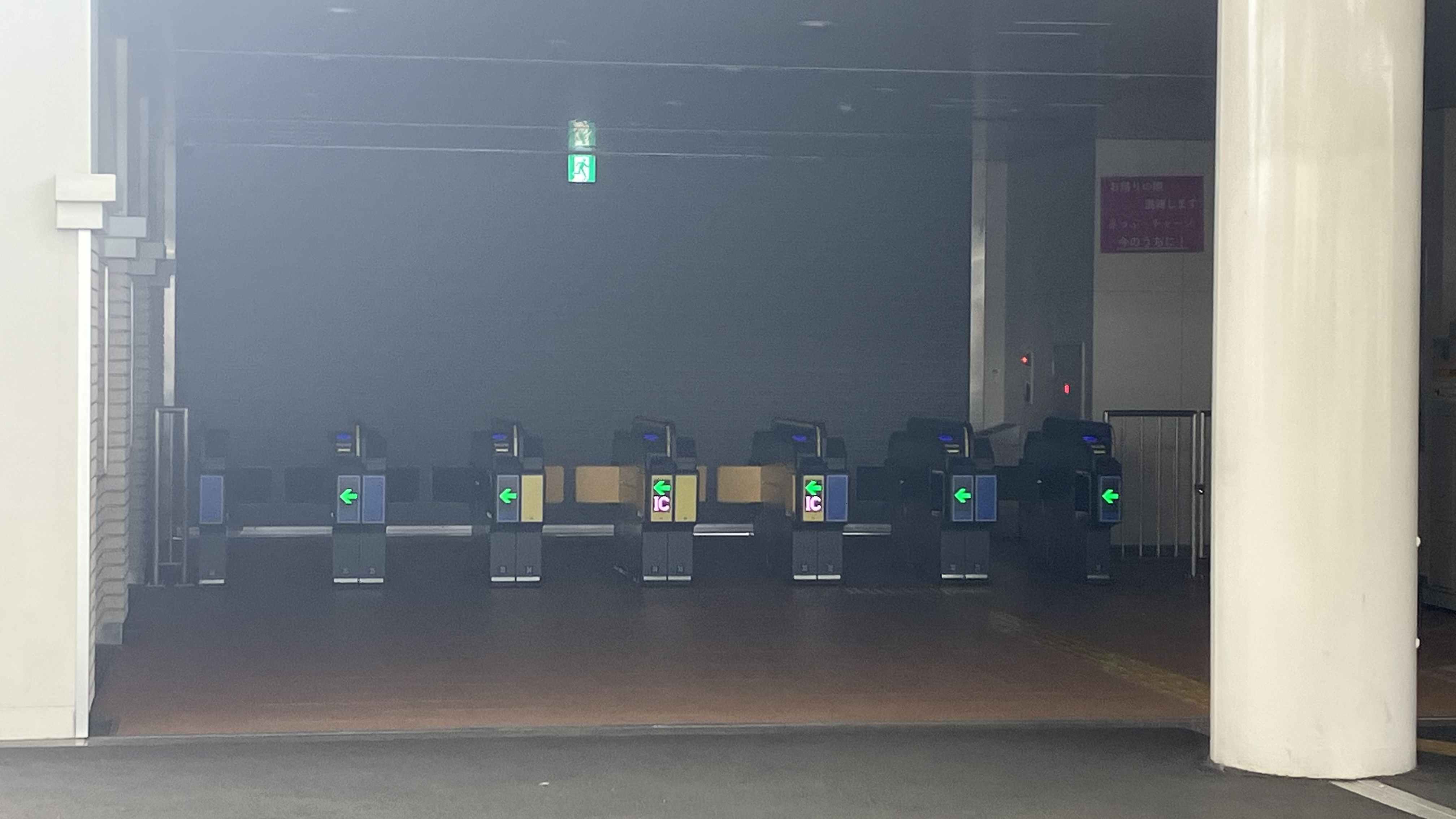
改札機更新後の臨時出口
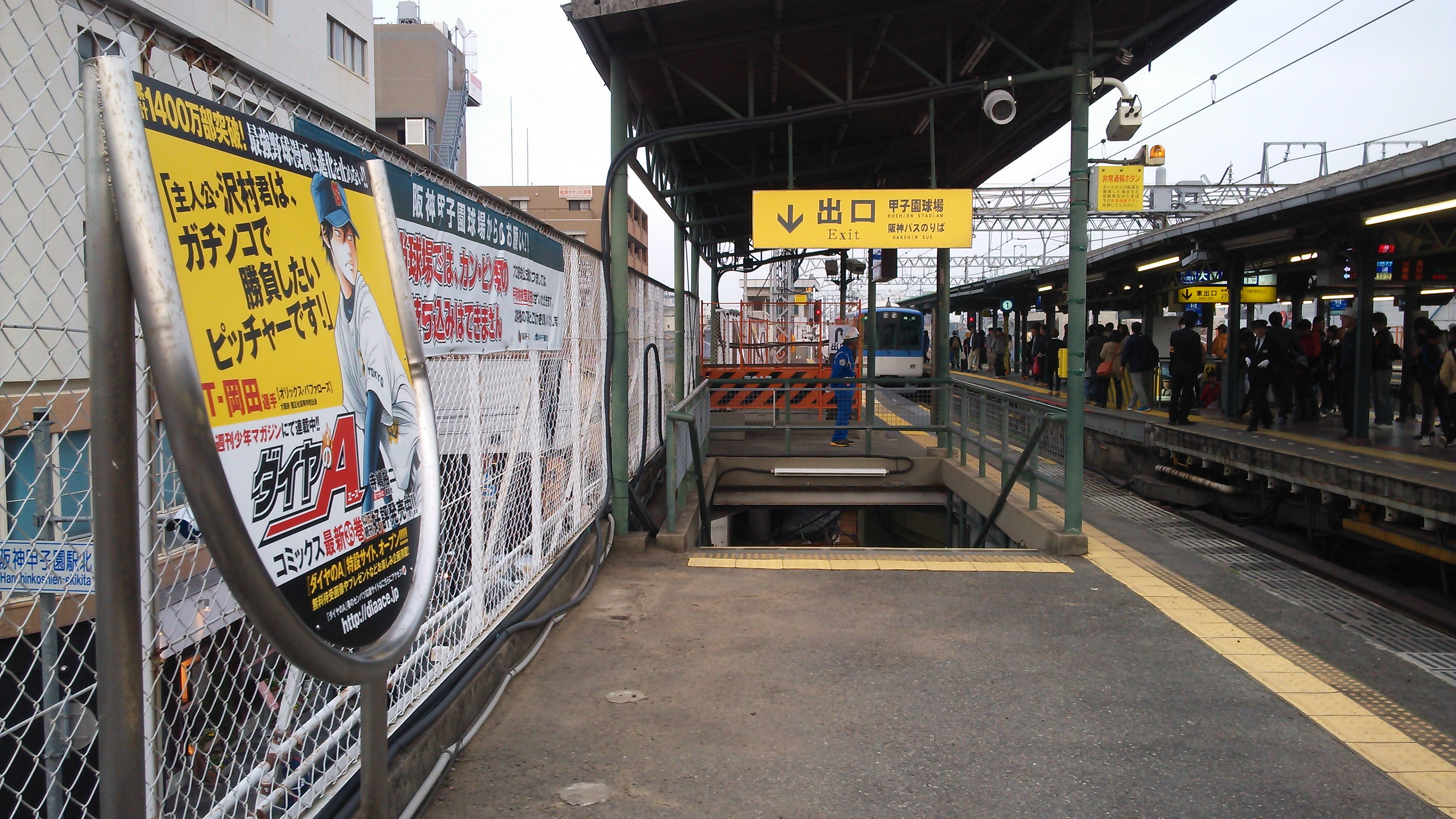
解体前の大阪方面ゆき降車専用ホーム

島式2面のホームは終日使用されるが、降車専用ホームは基本的に阪神甲子園球場でのイベント開催日のみ使用される。阪神甲子園球場でのイベント開催日には、下りは特に混雑時には列車待避がなくても外側線の4番線に入線させ、両側のドアを開けて下り降車専用ホームを使用して極力乗降分離させている。また、甲子園駅にはホームドアが設置されていないため、待避列車や留置列車を早めに2・3番線に入線させてホームドアの代わりとして乗客が線路へ転落しないよう配慮している。その他、何らかのイベント、自社CMの撮影などでも使用することがある。
廃止された北側の上り降車専用ホームは東口にのみ繋がっていた。通路は改札口の手前まで乗車用の通路とは別になっていたが、この部分はかつての甲子園線浜甲子園方面行きホームの跡を通路化したものであり、降車専用ホーム廃止後は駅改良工事により大阪方面行きホームへの通路に転用されている。一方、南側の下り降車専用ホームは駅改良工事前から東口・西口ともに通じる通路があったが、西口は臨時出口のみに繋がっていた。駅改良工事で南側に移設された現在の下り降車専用ホームには、臨時出口のほか西改札口に出られるエレベーターと階段が設けられている。下り降車専用ホームを使用しない通常時は臨時出口のシャッターが下ろされ、またホームに立ち入らないよう東口・西口ともに改札口横の1階部分の階段にチェーンを掛けている。
阪神甲子園球場でのイベント当日は数人の駅員が下り降車ホームにも立ち、球場へ向かう乗客に対し、臨時出口を利用するよう案内・誘導している。なお、2017年からプロ野球シーズン中のみ臨時出口の自動改札機にタイガースのホーム用ユニフォームを模した白地に縦縞模様のラッピングを施している。
駅改良工事中においては、従来のホームを解体・撤去し、阪神甲子園球場での大規模イベントが殆どない11月から3月中旬にかけて集中的に工事した上でその期間は利用停止とし、イベントが集中する3月下旬から10月にかけては仮設の板張りホームを造って対応していた。上り降車専用ホームは2014年11月に東口へ繋がる階段・通路が撤去されたのちホームも撤去され、その跡地に1番線の線路が敷かれた上で、2015年2月21日より1・2番線ホームが北側へ拡張された。また、旧来の下り降車専用ホームも撤去され新たに4番線の線路が敷かれており、翌3月14日より3・4番線ホームも拡張され、合わせて現在の南側に建設中の新たな降車専用ホームが新下り降車専用ホームとして3月21日より運用開始。

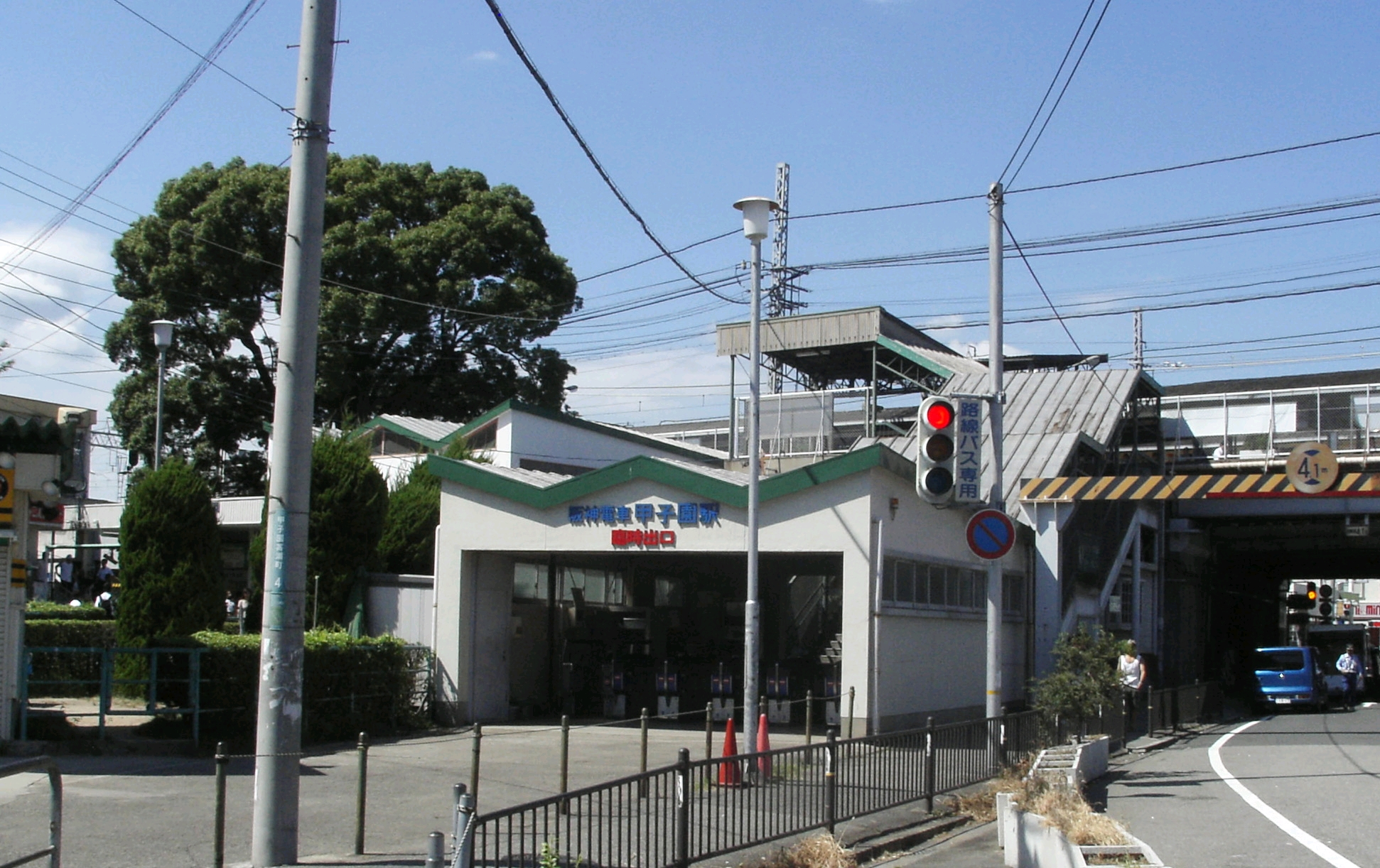
解体前の臨時出口

写真左に写っている大きな木は、下り降車番ホームのすぐ脇に生えているクスノキである。この木の生えている場所は、駅のコンクリート構造物が少し凹んでおり、木を避けるように造られている。

### その他の駅施設関連事項
駅西方（神戸側）には、上下本線の間に引き上げ線が1本ある。普段は大阪梅田方面からの折り返し列車が使用しており、近鉄車8両編成まで対応している。この引き上げ線は1984年3月に久寿川駅手前まで高架化された際に設置されたものであり、設置前は本線上で折り返していた。また、長らく阪神車6両編成までの対応であったが、2014年に延伸工事が行われ、新たに近鉄車用の『近6』が設置されたほか、2020年3月より土曜・休日の快速急行が8両編成で運転を開始したのに併せて『8』『近8』も設置された。武庫川線で使用する2両編成も、早朝に尼崎車庫から出庫したあと回送で武庫川駅を通過して当駅の引き上げ線で折り返し、武庫川信号場から武庫川線に入線する。このため、当駅の引き上げ線の枕木上には急行系車両の停車位置である『6』『近6』『8』『近8』、普通用ジェットカーの停車位置である『4』の他に、武庫川線充当車両用の『2』と表記された停止位置目標が枕木上に設置されている。なお、近鉄車は基本的に使用しないが、2014年に近鉄22600系電車が団体臨時列車で入線した際に初めてこの引き上げ線に入線して以降、甲子園球場での阪神タイガース公式戦観戦ツアーによる団体臨時列車などで使用することがある。
東改札口の横に甲子園線の架線柱が廃線後も残っていたが、駅改良工事により2015年3月に撤去された。
かつては、駅の北側に甲子園線との連絡線（元は旧枝川の河床への引込線）があった。旧上り降車専用ホームの下にはこの連絡線の橋を支えていた橋台が残されており、駅の北側から観察することができたが、駅改良工事により撤去された。
上り・下りとも降車専用ホームには、阪神本線内では珍しくなった「自立式」の駅名標がかつて設置されていたが、現在の下り降車専用ホームには設置されておらず、代わりに大屋根を支える太い支柱に駅名標と出口方向の案内サインを模したシールが貼られている。ただ、のちに島式ホームの中央には、時刻表と駅構内図も記載した自立式の駅名標を設置した。
下り3・4番線ホームは2017年2月から、上り1・2番線ホームは同年8月から、足元に設置した発光式列車案内表示器（神戸三宮駅に設置されているものと同型）の運用を開始したが、のち発光式列車案内表示器が可動式ホーム柵を設置する際にホーム柵の筐体の設置位置と干渉することから、1番線と4番線のものは可動式ホーム柵の設置に伴い2024年に撤去され、2番線と3番線のものも可動式ホーム柵設置に向けて2025年4月に使用中止し、のち撤去された。
阪神なんば線延伸に合わせて発車案内板が新型のフルカラー発光LED式に更新された駅もある中で、当駅の反転フラップ式は継続して使用され続けたことから、結果的に阪神の駅の中で反転フラップ式が残された最後の駅ともなった。反転フラップ式が稼働していた当時、阪神なんば線延伸区間の開業後は「快速急行 奈良」とその停車駅の表示を新たに追加して対応していた。ただ、1・2番線は2012年3月14日始発より、3・4番線は翌15日始発より、それぞれフルカラーLED式に変更され、改札口にあったものも後に西口、東口の順にフルカラーLED式に変更されたため現存しない。

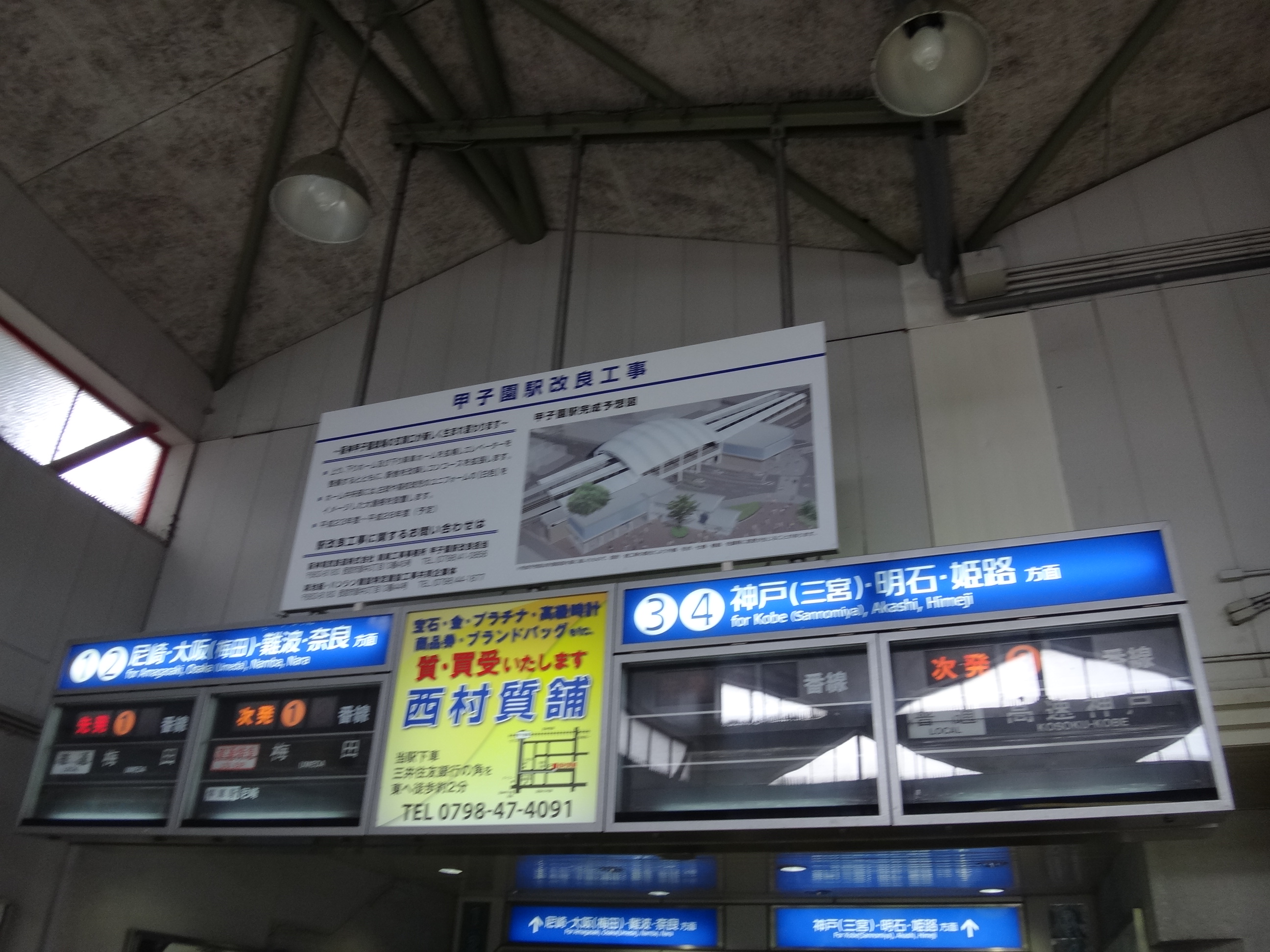
かつて西改札にあった反転フラップ式案内掲示板（「先発」「次発」と発車番線は行灯式）
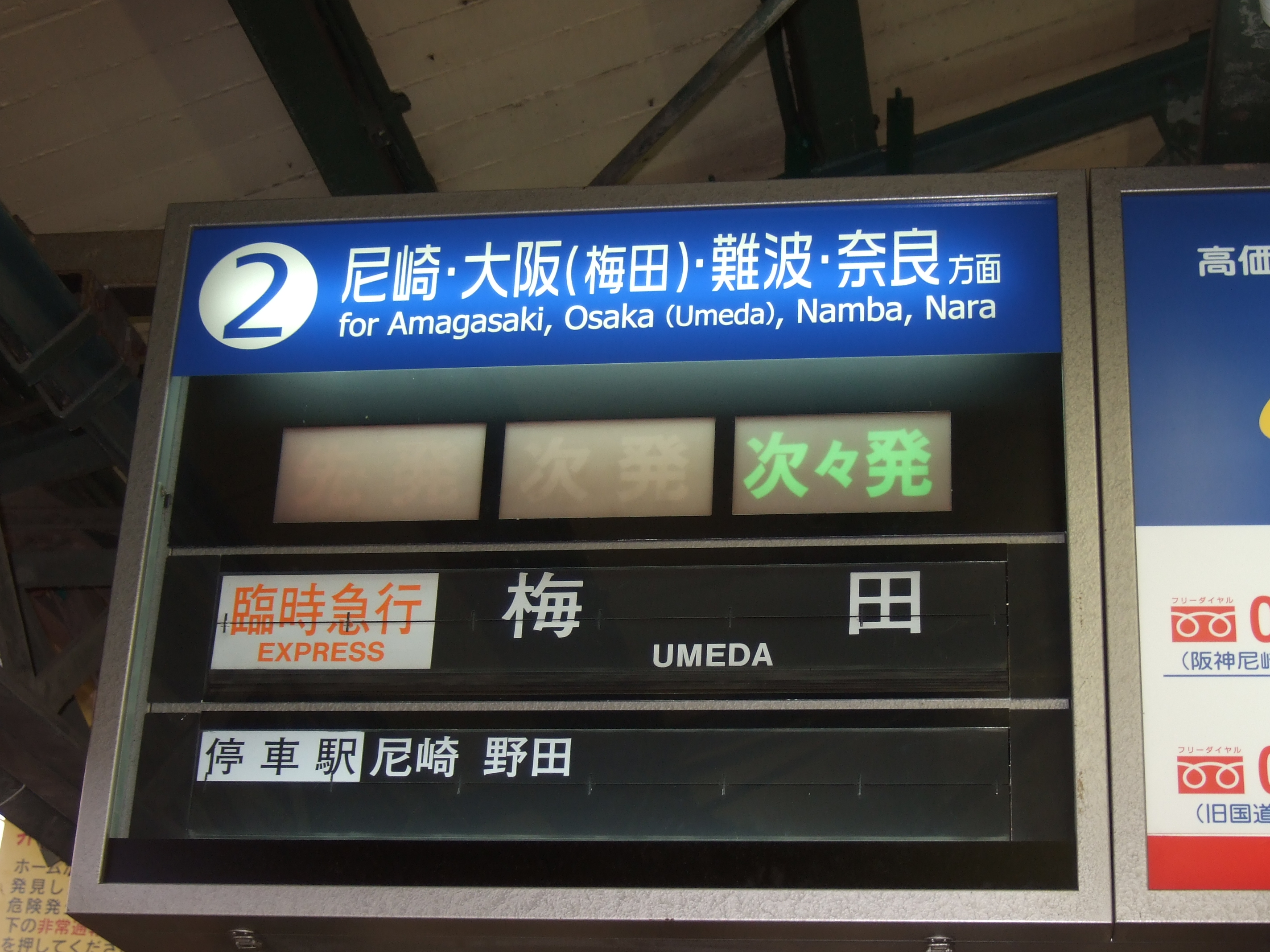
かつて1・2番線ホームにあった反転フラップ式発車標（画像は2番線用）

東口・西口ともに南側にしか出口がなく通路が築堤内にある構造のため、階段が片側にしかない東口通路は通気性が悪く、夏季は蒸し暑い空気がこもることが多かったことから、風が通るように通風孔が設置されたほか、空調設備が整えられた。
公衆無線LANスポットが2012年3月に設置された。利用できるのはKDDI（au）のスマートフォン向けサービスau Wi-Fi SPOTと提携しているワイヤ・アンド・ワイヤレスのWi2 300で、2012年4月23日にはソフトバンクWi-Fiスポットも利用できるようになった。阪神の駅では初の設置であり、それ以降は同社の各駅にも順次設置されている。また、併せて阪神甲子園球場にも設置されている。

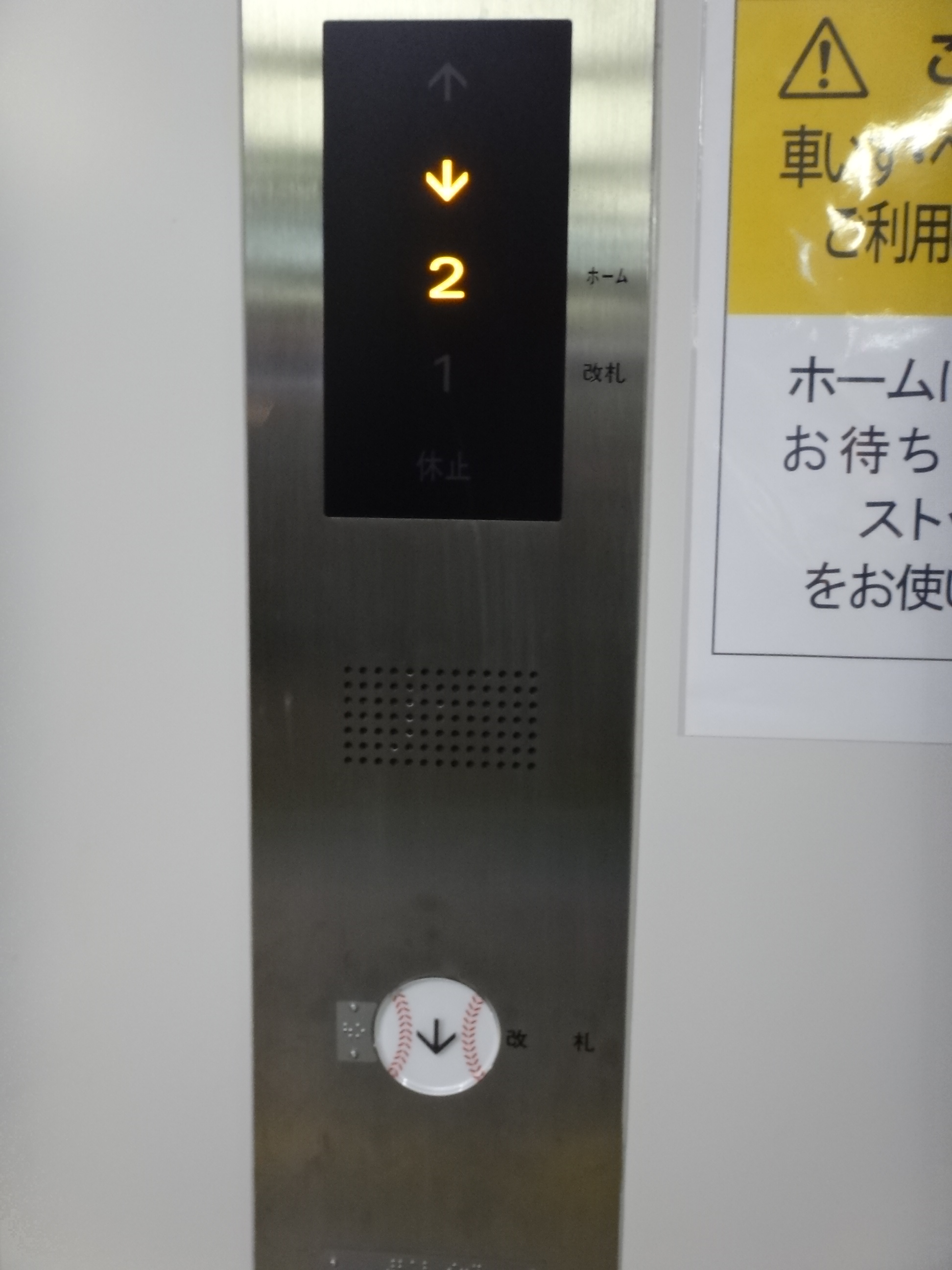
駅構内にある全てのエレベーター（三菱電機製）のかご呼び出しボタンは白球を模したものとしている

2013年10月26日より西改札側にエレベーターを設置し、併せてエスカレーターは移設するため一時的に閉鎖・撤去した。その後、2015年12月より西改札側にエスカレーター（島式ホームに1基ずつ。普段は上り専用だが夜間は下り専用となる）が、2016年3月より東改札側にもエレベーターが、それぞれ新たに設けられ稼働している。当駅のエレベーターのボタンは全て白球をイメージした丸型のものが採用されている。

### 列車接近メロディ
列車到着時の自動放送の前に流れる接近メロディは他駅と同じく「線路は続くよどこまでも」を使用しているが、例外的に全国高等学校野球選手権大会（2013年以降）および選抜高等学校野球大会（2015年以降）の開催期間中に限り、以下の曲に変更している（2020年は両大会とも開催中止のため変更せず）。なお、自動放送の後に流れる入線メロディと、通過列車の接近・入線メロディは両大会の開催期間中においても変更せず、通常のものを使用している。
| 使用期間                       | 大会                                  | 使用曲                                                                               | 備考                                         |
| ------------------------------ | ------------------------------------- | ------------------------------------------------------------------------------------ | -------------------------------------------- |
| 2013年8月8日 - 8月22日         | 第95回全国高等学校野球選手権記念大会  | コブクロ 「ダイヤモンド」                                                            | 音源は小渕健太郎がギター演奏したものを使用。 |
| 2014年8月9日 - 8月25日         | 第96回全国高等学校野球選手権大会      | 関ジャニ∞ 「オモイダマ」                                                             |                                              |
| 2015年8月6日 - 8月20日         | 第97回全国高等学校野球選手権大会      | Superfly 「On Your Side」                                                            | 向谷実がアレンジを担当（以下同）。           |
| 2016年8月7日 - 8月21日         | 第98回全国高等学校野球選手権大会      | AKB48 「光と影の日々」                                                               |                                              |
| 2017年8月7日 - 8月23日         | 第99回全国高等学校野球選手権大会      | 高橋優 「虹」                                                                        |                                              |
| 2018年8月5日 - 8月21日         | 第100回全国高等学校野球選手権記念大会 | 嵐 「夏疾風」                                                                        |                                              |
| 2019年8月6日 - 8月22日         | 第101回全国高等学校野球選手権大会     | Official髭男dism 「宿命」                                                            |                                              |
| 2021年8月9日 - 8月29日         | 第103回全国高等学校野球選手権大会     | なにわ男子 「夢わたし」                                                              |                                              |
| 2022年8月6日 - 8月22日         | 第104回全国高等学校野球選手権大会     | 平井大 「栄光の扉」                                                                  |                                              |
| 2023年8月6日 - 8月23日         | 第105回全国高等学校野球選手権記念大会 | EXILE ATSUSHI feat. 東京スカパラダイスオーケストラ ホーンセクション 「フォトグラフ」 |                                              |
| 2024年8月7日 - 8月23日         | 第106回全国高等学校野球選手権大会     | ねぐせ。 「ずっと好きだから」                                                        |                                              |
| 2025年8月5日 - 8月22日（予定） | 第107回全国高等学校野球選手権大会     | Da-iCE 「ノンフィクションズ」                                                        |                                              |

| 使用期間                | 大会                           | 使用曲                                  | 備考                                                 |
| ----------------------- | ------------------------------ | --------------------------------------- | ---------------------------------------------------- |
| 2015年3月19日 - 4月1日  | 第87回選抜高等学校野球大会     | 「Let It Go〜ありのままで〜」           | 向谷実がアレンジを担当（以下同）。                   |
| 2016年3月12日 - 3月31日 | 第88回選抜高等学校野球大会     | 西野カナ 「もしも運命の人がいるのなら」 |                                                      |
| 2017年3月19日 - 4月1日  | 第89回選抜高等学校野球大会     | 星野源 「恋」                           |                                                      |
| 2018年3月23日 - 4月4日  | 第90回記念選抜高等学校野球大会 | 大会歌 「今ありて」                     | 作曲者である谷村新司歌唱版のキーで1番のBメロを編曲。 |
| 2019年3月23日 - 4月3日  | 第91回選抜高等学校野球大会     | SMAP 「世界に一つだけの花」             |                                                      |
| 2021年3月19日 - 4月1日  | 第93回選抜高等学校野球大会     | Foorin 「パプリカ」                     |                                                      |
| 2022年3月18日 - 3月31日 | 第94回選抜高等学校野球大会     | YOASOBI 「群青」                        |                                                      |
| 2023年3月18日 - 4月1日  | 第95回記念選抜高等学校野球大会 | back number 「アイラブユー」            |                                                      |
| 2024年3月18日 - 3月31日 | 第96回選抜高等学校野球大会     | あいみょん 「愛の花」                   |                                                      |
| 2025年3月18日 - 3月30日 | 第97回選抜高等学校野球大会     | Omoinotake 「幾億光年」                 |                                                      |

### 駅構内大規模改修工事へ

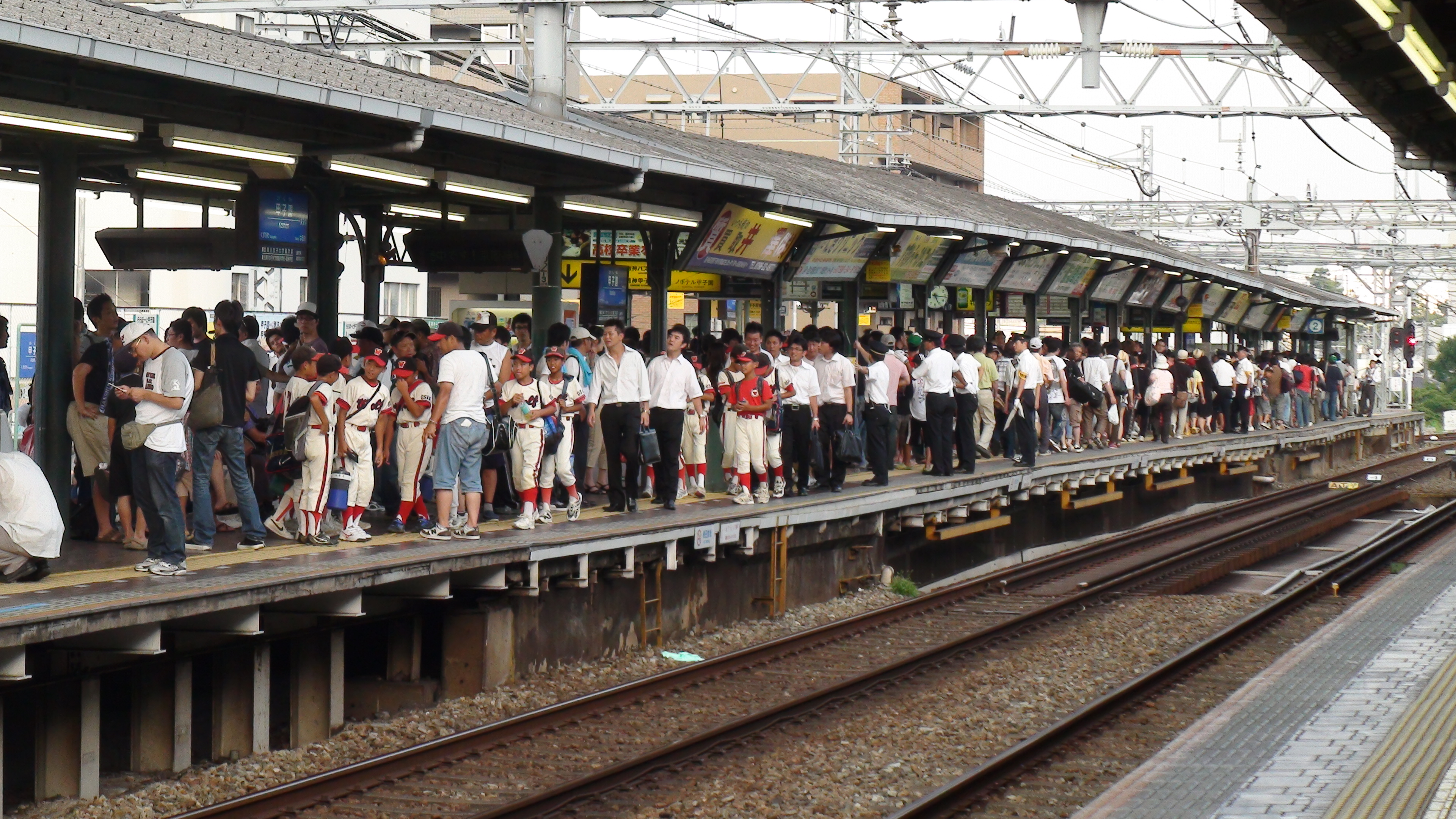
混雑が激しかった改修前の上り線ホーム（2009年8月）
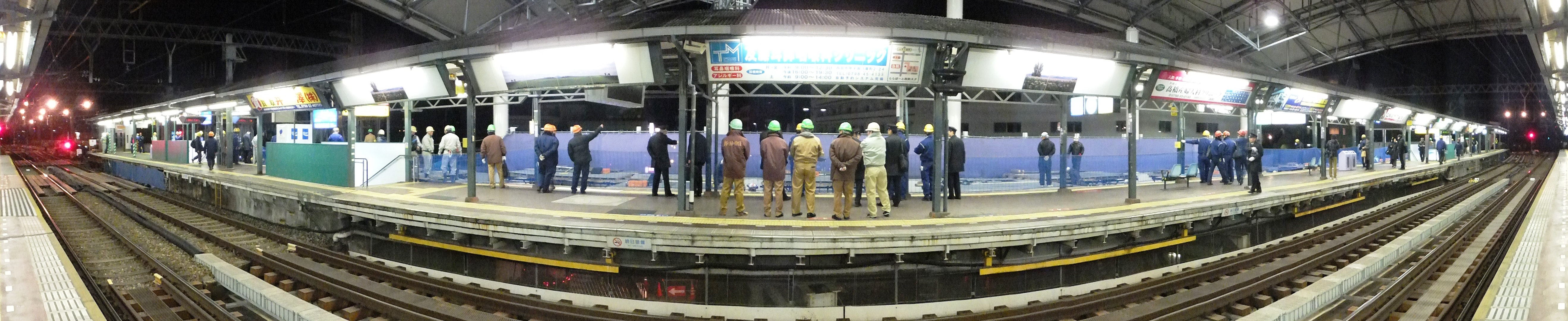
2015年2月20日の終電間際、1・2番ホーム拡張工事中の現場
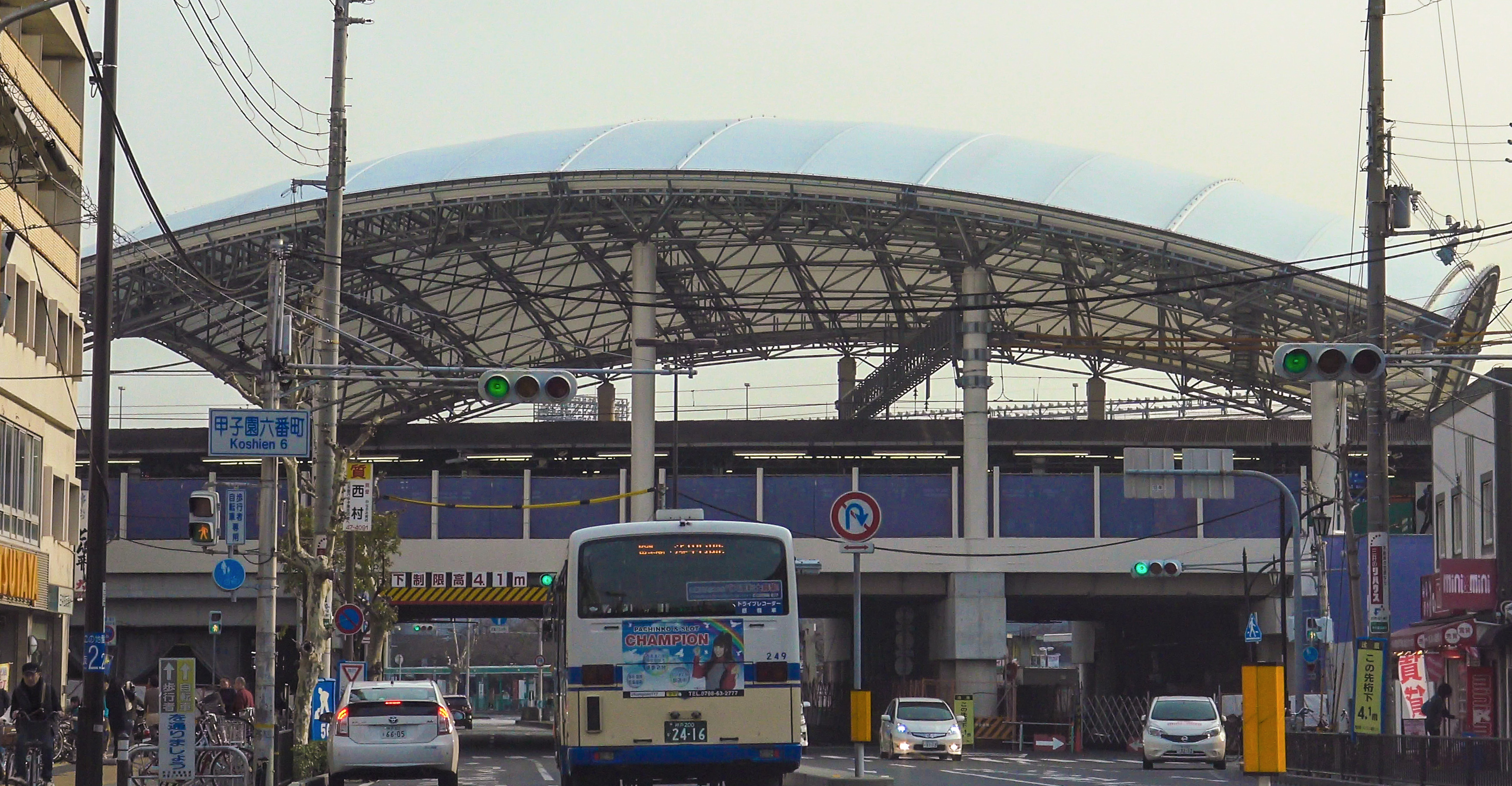
大屋根が設置された改修中の駅舎（2015年3月）

大規模改修工事に入る前は、上り・下りとも乗車ホームには西改札側に辛うじてスペースを確保してエスカレーターを1台ずつ設置したものの、駅の構造上エレベーターが設置しにくくバリアフリー面で問題があることや、通常でも1日5万人、甲子園球場でのタイガース公式戦や高校野球などの開催日には1日10万人もの乗降客がある駅ながらホーム幅員は5.6mと狭く、かねてから乗客の列車との接触やホーム下への転落など事故の危険性が指摘されてきたことを受けて、2011年秋から2017年春にかけて、鉄道駅総合改善事業として国土交通省などからの補助を受けてホーム・構内通路・改札口などの改修工事にとりかかることが決定した。なお、先に駅改良工事を行った尼崎駅同様に、駅関連施設は神戸高速鉄道に譲渡し阪神が工事を受託する形で行われた。総工費は54億円。
改修内容は以下の通り。
- 上り降車専用ホーム（0番線）を廃止してホームを現行の4面から3面に減らし、空いたスペースを活かした上で南側にも拡張し上り・下りとも島式のホーム幅を約9mに拡幅。北から順に、1・2番線、3・4番線、4番線降車専用ホームとする。
- 車椅子利用客などが移動しやすいよう、東西両改札口ともにホームと連絡するエレベーターを設置。
- 西側駅舎からホームに通じる通路を現在の1本から2本に増設。東側駅舎からホームに通じる通路は旧0番ホームからの通路を転用する形で方面別に分離。これらで全体では4本とする。
- 島式ホームを西側に延伸。このうち、西側エレベーターと引き上げ線進入ポイントには面していない内側の2・3番線のみ近鉄8両編成に対応させる。
- 1965年に完成した現在の駅舎を改築し、白球をイメージした丸屋根を設けた駅舎とするなど、球場の玄関口にふさわしいデザインとする。
- 東西改札口ともトイレを改装、併せて多機能トイレも設置。

この他、島式ホームでは、旧ホーム屋根は撤去した上で、大屋根からはみ出る部分には新たな屋根を設置し、大屋根にかかる部分には時刻表・時計や発車案内板を吊るす柱を設置した。また、足元には神戸三宮駅に設置されている発光式列車案内表示器を設置した。それ以外にも、隠しアイテムとして、大屋根に張り巡らされた鉄製の梁を結び付けている338個の鉄の球体の中に1個だけ、白球をプリントしたシートが巻かれた球体が据え付けられている。
併せて周辺整備では、駅下を通る県道の桁下を現在の4.1mから4.5mに嵩上げすることになっている。
| ← 本線 : 梅田・難波方面 | 駅改修前の配線図 | → 本線 : 三宮・元町・姫路方面 |
| 凡例 出典:              |                  |                               |

## 利用状況
2023年11月平均の乗降人員は53,843人である。阪神本線の駅では大阪梅田駅・神戸三宮駅に次いで第3位である。また、阪神において他路線・他社線との乗り換えがない駅、通過列車の設定がある駅としては最も多い。
各年度の11月平均利用状況は下表の通り。
| 年度               | 乗車人員 | 降車人員 | 乗降人員 | 順位 | 出典       |
| ------------------ | -------- | -------- | -------- | ---- | ---------- |
| 2019年（令和元年） | 27,376   | 27,592   | 54,968   | 3位  | [ 阪神 1 ] |
| 2020年（令和02年） | 22,285   | 22,405   | 44,690   | 4位  | [ 阪神 2 ] |
| 2021年（令和03年） | 23,042   | 23,074   | 46,116   | 3位  | [ 阪神 3 ] |
| 2022年（令和04年） | 25,807   | 25,839   | 51,646   | 3位  | [ 阪神 4 ] |
| 2023年（令和05年） | 26,874   | 26,969   | 53,843   | 3位  | [ 阪神 5 ] |

### 年間乗車人員
近年の1年間の乗車人員は以下の通り。なお下表内の数値の単位は全て「千人」である。
| 年度               | 年間 乗車人員 | 出典          |
| ------------------ | ------------- | ------------- |
| 2003年（平成15年） | 8,664         | [ 西宮市 1 ]  |
| 2004年（平成16年） | 8,480         | [ 西宮市 1 ]  |
| 2005年（平成17年） | 8,556         | [ 西宮市 1 ]  |
| 2006年（平成18年） | 8,896         | [ 西宮市 1 ]  |
| 2007年（平成19年） | 9,006         | [ 西宮市 1 ]  |
| 2008年（平成20年） | 9,197         | [ 西宮市 1 ]  |
| 2009年（平成21年） | 9,352         | [ 西宮市 2 ]  |
| 2010年（平成22年） | 9,397         | [ 西宮市 3 ]  |
| 2011年（平成23年） | 9,437         | [ 西宮市 4 ]  |
| 2012年（平成24年） | 9,682         | [ 西宮市 5 ]  |
| 2013年（平成25年） | 9,759         | [ 西宮市 5 ]  |
| 2014年（平成26年） | 10,239        | [ 西宮市 5 ]  |
| 2015年（平成27年） | 10,193        | [ 西宮市 5 ]  |
| 2016年（平成28年） | 10,261        | [ 西宮市 6 ]  |
| 2017年（平成29年） | 9,837         | [ 西宮市 7 ]  |
| 2018年（平成30年） | 9,491         | [ 西宮市 8 ]  |
| 2019年（令和元年） | 9,844         | [ 西宮市 9 ]  |
| 2020年（令和02年） | 8,085         | [ 西宮市 10 ] |
| 2021年（令和03年） | 8,298         | [ 西宮市 11 ] |
| 2022年（令和04年） | 9,038         | [ 西宮市 12 ] |

## 駅周辺
周囲には住宅地が広がっており、大正期に私鉄によって開発された、典型的な阪神間モダニズム文化圏の住宅地で、近畿においては西宮七園の一つとして知られている。その他甲子園球場自体も大正期の近代建築であるほか、大正末期から昭和初期にかけての邸宅建築が多く現存し、武庫川女子大学の甲子園会館（旧甲子園ホテル）も、日本建築史上に名高い。
西宮市南東部の最主要駅であり、南北方向への路線バスが頻発するほか、近隣の自動車教習所などへの無料送迎バス、フジッコ・協同食品センターなどの工場への従業員専用送迎バスなども多く発着する。なお、駅前は阪神バスが占有使用しているため、これらの送迎バスは西口側の本線高架下や、駅南方の国道43号の（甲子園筋と立体交差する高架道の）側道で乗降を扱うことが多い。
東口側バスターミナルの東側、バス案内所の裏手付近は部分的に地面が高く、数本の大きな松の木が生えているが、これは枝川（廃川となり現在は甲子園筋になっている）の左岸堤防の一部が残されているものである。
西口側は、バスターミナル横の国道43号までの間に広いスペースがあるが、イベント時の待機スペースにもなっている。バスターミナルまでの通路に屋根が設けられたほか、駅改良工事のため解体したコンビニ跡地にはコンビニ（当初はアズナス、現在はローソン）とスターバックスが開店した。また、その南側にあった土産物店・飲食店といった店舗群も退去させた上で堤防の名残であった法面を削りフラットにして広場としたほか、グッズショップ「ショップアルプス」を移転させた（旧店舗はのち改装し、新たにグッズショップ「ファンショップダグアウト」として営業中）。

### 東口方面
- 甲子園アルカス
  - 阪神タクシーのりば
- 甲子園警察署
- 西宮市立鳴尾図書館
- ららぽーと甲子園 - 阪神電気鉄道が2003年3月30日の閉園まで運営していた遊園地・甲子園阪神パーク跡地[2]。

### 西口方面
- 阪神甲子園球場
  - 甲子園歴史館
- 甲子園テニスクラブ
- コロワ甲子園（旧・プランタン甲子園 → ダイエー甲子園店 → イオン甲子園店）
  - 2018年4月26日、リニューアルオープン。イオンは地下2階の食料品売り場のみに縮小し「イオンスタイル甲子園」として同時にリニューアルオープン。
- ホテルヒューイット甲子園（旧・甲子園都ホテル → ノボテル甲子園）

### 駅北方
- 甲子園郵便局

## バス路線
駅前ロータリーに阪神バス阪神線が発着。停留所名は「阪神甲子園」。バスのりばは南行が東口側、北行が西口側と分かれている。案内所などの主要機能は東口側にある。
| のりば | 担当   | 路線             | 行先               | 備考                                                                                   |
| ------ | ------ | ---------------- | ------------------ | -------------------------------------------------------------------------------------- |
| 3      | 西宮浜 | 西宮団地線       | 浜甲子園団地方面   |                                                                                        |
| 4      | 尼崎   | 浜甲子園線       | 浜甲子園           |                                                                                        |
| 4      | 西宮浜 | 西宮甲子園線     | 阪神西宮           | 土休日1本のみ運行。阪神今津駅前経由                                                    |
| 4      | 西宮浜 | 西宮浜甲子園線   | 西宮浜中央         | 土休日1本のみ運行                                                                      |
| 6      | 尼崎   | 誠成公倫線       | 誠成公倫会館       | 土休日の日中のみ運行。終点までノンストップ                                             |
| 7      | 尼崎   | 武庫川団地線     | 武庫川団地南       |                                                                                        |
| 7      | 尼崎   | 鳴尾浜線         | 鳴尾浜方面         | 甲子園八番町経由便と阪神鳴尾駅前経由便の2ルートあり。朝1便のみ、宝塚甲子園線（宝塚発） |
| 7      | 尼崎   | 高須東線         | 武庫川団地駅前方面 | 甲子園八番町経由便と阪神鳴尾駅前経由便の2ルートあり（後者は夕方以降の少数のみ）        |
| 8      | 尼崎   |                  | JR甲子園口         | 浜甲子園線・高須東線・鳴尾浜線                                                         |
| 9      | 西宮浜 | 西宮団地線       | 阪神西宮           | JR西宮駅南口経由                                                                       |
| 10     | 尼崎   | 宝塚甲子園線     | 宝塚               |                                                                                        |
| 11     | 尼崎   | 甲子園浜田車庫線 | 尼崎浜田車庫前     | 平日朝1本のみ                                                                          |

### 空港リムジンバス
- 5番のりば
  - 大阪空港線：大阪（伊丹）空港
    - 阪急観光バスと共同運行。

### 備考
阪神電鉄バス時代の大阪ローカル線（現在の阪神バス甲子園浜田車庫線）は、かつて甲子園筋の交通量が少なかった時代では、東口側（現在の5番のりばの位置）から発車し、国道43号との交差点で直接Uターンして北方へ向かっていた。のち交通量が多くなってからは現在のおりば → のりば（6番・7番→11番）回送ルートと同じ、甲子園警察署前から国道43号の高架下を回って北へ向かうコースを走っていた。後に、のりばが西口側の11番に移動し、現在の形態となっている。
前述のとおり、当駅に乗り入れる路線バスは阪神バスのみだが、2010年から2018年までは阪急バスが阪神バスと共同運行で西宮北口行の路線が存在した。このため、直通特急停車駅で乗り入れる路線バスが阪神バスのみの駅は当駅のみである。
ほかにも、2010年までは東京・九州方面への夜行バスの乗り入れもあったが全て廃止されている。

## 隣の駅
阪神電気鉄道
本線
■直通特急（平日朝ラッシュ上り）
通過
■直通特急（上記以外）・■特急・■快速急行（平日朝ラッシュ時）
尼崎駅 (HS 09) - 甲子園駅 (HS 14) - 西宮駅 (HS 17)
■区間特急（平日朝ラッシュ時大阪梅田行きのみ運転）
尼崎駅 (HS 09) ← 甲子園駅 (HS 14) ← 今津駅 (HS 16)
■快速急行（平日日中以降・土休日）・■急行
武庫川駅 (HS 12) - 甲子園駅 (HS 14) - 今津駅 (HS 16)
■区間急行
鳴尾・武庫川女子大前駅 (HS 13) - 甲子園駅 (HS 14) ← 今津駅 (HS 16)
■普通
鳴尾・武庫川女子大前駅(HS 13) - 甲子園駅 (HS 14) - 久寿川駅 (HS 15)
- 阪神甲子園球場で野球開催時に大阪梅田駅 - 甲子園駅間で運転する臨時特急は甲子園行きがノンストップ、大阪梅田行きが尼崎駅に停車する。

### 記事本文